# Rugby en España 1980
La temporada 1979-1980 comenzó con la participación de España en los Juegos Mediterráneos de Split donde la Selección hizo un discreto papel, clasificándose en la 5º plaza. 

El Campeonato de Liga tendría el mismo formato que el año anterior, pero esta vez si se programó una liguilla final para dar un campeón único. A esta fase final se la denominó Copa Presidente del Gobierno y la disputarán los ganadores de cada grupo, en una liguilla de todos contra todos a una sola vuelta.

La 2ª División también repetiría el formato de la temporada anterior, pero tampoco habría un campeón final. Se logra formar el grupo VI, aunque solo con 6 equipos asturianos y cántabros, por lo que finalmente militarán en la división 50 equipos repartidos en 4 grupos de 8 (I,II, III, IV) y tres grupos de 6 (V, VI y VII). Cabe también destacar la presencia de dos provincias nuevas con representantes en el campeonato: Alicante y Murcia.

Entre los clubs había algunas novedades. El equipo de Ingenieros Bilbao que acababa de ascender a 1ª División decidió fusionarse con el club deportivo de Medicina que había sido sexto y ambos fundaron el Club Deportivo Universitario de Bilbao, que será el mayor rival del Bilbao Rugby Club. En Granada el equipo del Colegio Mayor Universitario Isabel La Católica llega a un acuerdo con la Real Sociedad Hípica de Granada, de forma que se crea un club con la denominación de Club de Rugby Hípica-Isabel con el apoyo institucional de la Sociedad Hípica y los jugadores del Isabel.

Con el desarrollo del estado de las autonomías las federaciones territoriales deberían adaptarse al nuevo mapa autonómico. Las federaciones existentes que trabajaban a nivel provincial (la catalana muy centrada en Barcelona o la Castellana centrada en Madrid) deberían ampliar su ámbito administrativo a las nuevas comunidades autónomas. Sin embargo con la estructura de principios de los 80 la adaptación sería sencilla y necesitaría pocos cambios. De hecho las federaciones de Madrid y Santander que saldrían de Castilla, ya eran de hecho independientes, pudiendo asumir la delegación provincial de Valladolid el desarrollo de la nueva federación de Castilla y León. Tampoco sería ningún problema la creación de nuevas federaciones en territorios que ni siquiera aún había actividad rugbistica.
| TORNEO                               | CAMPEÓN                       | SUBCAMPEÓN                   |
| ------------------------------------ | ----------------------------- | ---------------------------- |
| XIII Campeonato Nacional de Liga 1ªD |                               |                              |
| I Copa Presidente del Gobierno       | CAU Madrid Rugby Club         | Hernani Club de Rugby        |
| Grupo Norte                          | Hernani Club de Rugby         | Club Atlético San Sebastián  |
| Grupo Centro                         | CAU Madrid Rugby Club         | Club Deportivo Arquitectura  |
| Grupo Levante                        | Valencia Rugby Club           | Unión Deportiva Samboyana    |
| Grupo Sur                            | CAR-Sevilla                   | CD Universitario Granada     |
| XLVII Copa de S.M. El Rey            | Club Deportivo Arquitectura   | CAU Madrid Rugby Club        |
| IX Campeonato Nacional de Liga 2ªD   | No se declara Campeón         | No se declara Campeón        |
| XXIV Copa de F.E.R.                  | Teca Rugby Club               | Club Deportivo Arquitectura  |
| XVII Campeonato España Juvenil       | Olímpico Pozuelo R.C.         | Club Deportivo Arquitectura  |
| VII Campeonato España Cadete         | El Salvador                   | Unió Esportiva Bellvitge     |
| Campeonato España Sel. Senior        | Selección de Valladolid       | Selección de Guipúzcoa       |
| Campeonato España Sel. Juvenil       | Selección de Madrid           | Selección de Guipúzcoa       |
| Campeonato España Sel. Cadete        | Selección de Madrid           | Selección de Cataluña        |
| Liga Nordeste 2ªD. Nac. G-I          | Veterinaria Zaragoza          | Club Natación Pueblo Nuevo   |
| Liga Catalana 1ªD Regional           | Club Natación Barcelona B     | Bonanova Rugby Club          |
| Liga de Madrid 2ªD.Nac. G-III        | Club Deportivo Arquitectura B | Teca Rugby Club              |
| Liga de Madrid 1ªD Regional          | Filosofía y Letras            | CAU Madrid Rugby Club B      |
| Liga Castellana 2ªD.Nac. G-VII       | San José Valladolid           | El Salvador                  |
| Liga Vasca 2ªD.Nac. G-II             | Getxo Rugby Taldea            | Juventud Deportiva Mondragón |
| Liga Guipúzcoa                       | Club Deportivo Zarauz         | Eibar Rugby Taldea           |
| Liga Vizcaya                         | Getxo Rugby Taldea            | Sarriko Rugby Taldea         |
| Liga Levante 2ªD.Nac. G-IV           | Rugby Club San Roque          | C.P. Les Abelles Rugby       |
| Liga Valenciana 1ª Reg               | CAU Valencia                  | Moncada Rugby Club           |
| Liga Andaluza 2ªD.Nac. G-V           | CAR-Sevilla B                 | Empresariales Sevilla        |
| Liga Norte 2ªD.Nac. G-VI             | CAU Oviedo                    | Real Sporting de Gijón       |
| Copa FIRA 2ª División                | Selección de rugby de España  | Campeón                      |

## Competiciones Nacionales

### XIIIº Campeonato Nacional de Liga 1ª División
Aunque habría una fase final para proclamar un campeón, con el sistema de 4 grupos se perdían algunos grandes duelos entre los equipos más fuertes. De nuevo el grupo centro iba a ser el más disputado, con 4 campeones de liga en él, mientras en el resto los favoritos eran más claros. En el Grupo Norte, el Hernani era ya un serio desafío para el Atlético San Sebastián el club más veterano y laureado del grupo. En el de Levante, el Valencia podría ser un tercero en discordia en el habitual duelo entre Samboyana y Cornellá. Sin embargo, en el Sur, parecía poco probable que ninguno lograra imponerse al CAR.

#### Grupo Norte
Un año más el Atlético San Sebastián era el gran favorito, aunque un crecido Hernani se proponía poner difícil el título a los donostiarras. Estos debían solventar otro inconveniente importante, se decidió renovar las instalaciones de Anoeta, donde habitualmente jugaban los equipos de San Sebastián y el campo estaría cerrado por un tiempo. Debido a esto los equipos de la ciudad debían jugar en el Landare-Toki de Hernani, donde jugaban y entrenaban los del equipo local. 

En la 3ª jornada se debía dar el primer asalto del duelo Atlético contra Hernani y fueron los hernaniarras los que se lo llevaron por un solo punto 14-13, y señalaba la gran igualdad entre ambos contendientes. Los dos equipos ganaban el resto de sus partidos con bastante suficiencia y por ello el desenlace del campeonato se debería conocer en el partido de vuelta, en la jornada 10, justo antes del parón navideño. De nuevo fue Hernani quien consiguió la victoria, también por un corto margen de 6-10, y con ello sentenciaba la liga, pues era poco probable que pudiera perder dos partidos. De hecho fue el Atlético, que no se presentó a un partido aplazado con el Bilbao el que perdió más distancia con el líder. El Irún sin demasiadas complicaciones obtuvo la tercera plaza.

Por abajo las cosas estuvieron más tensas, exceptuando al Independiente, que hizo una mala segunda vuelta y no pudo salir del pozo, otros 4 equipos estaban al borde del descenso. Bilbao con 6 victorias se libró primero, Universitario, Ordiaziako y Zaharrean estuvieron luchando hasta las últimas jornadas. Finalmente fueron los del Goyerri los que por la diferencia de puntos acompañó a los de Santander en el descenso.
| Resultados 1ª División NORTE          | Resultados 1ª División NORTE | Resultados 1ª División NORTE | Resultados 1ª División NORTE |
| Ciudad                                | Local                        | Resultado                    | Visitante                    |
| ------------------------------------- | ---------------------------- | ---------------------------- | ---------------------------- |
| 1ª Jornada (30 de septiembre de 1979) |                              |                              |                              |
| Hernani                               | Zaharrean Rugby Taldea       | 0-48                         | Hernani Rugby Club           |
| Irún                                  | Rugby Club Irún              | 0-40                         | Club Atlético San Sebastián  |
| Ordicia                               | Ordizia Rugby Elkartea       | 15-12                        | Bilbao Rugby Club            |
| Bilbao                                | Universitario Bilbao         | 26-0                         | Independiente Rugby Club     |
| 2ª Jornada (7 de octubre de 1979)     |                              |                              |                              |
| Hernani                               | Hernani Rugby Club           | 32-0                         | Universitario Bilbao         |
| Hernani                               | Club Atlético San Sebastián  | 41-7                         | Zaharrean Rugby Taldea       |
| Bilbao                                | Bilbao Rugby Club            | 15-10                        | Rugby Club Irún              |
| Santander                             | Independiente Rugby Club     | 24-6                         | Ordizia Rugby Elkartea       |
| 3ª Jornada (14 de octubre de 1979)    |                              |                              |                              |
| Hernani                               | Hernani Rugby Club           | 14-13                        | Club Atlético San Sebastián  |
| Hernani                               | Zaharrean Rugby Taldea       | 13-12                        | Bilbao Rugby Club            |
| Irún                                  | Rugby Club Irún              | 55-4                         | Independiente Rugby Club     |
| Bilbao                                | Universitario Bilbao         | 37-6                         | Ordizia Rugby Elkartea       |
| 4ª Jornada (21 de octubre de 1979)    |                              |                              |                              |
| Hernani                               | Club Atlético San Sebastián  | 34-20                        | Universitario Bilbao         |
| Bilbao                                | Bilbao Rugby Club            | 7-29                         | Hernani Rugby Club           |
| Santander                             | Independiente Rugby Club     | 31-16                        | Zaharrean Rugby Taldea       |
| Ordicia                               | Ordizia Rugby Elkartea       | 37-10                        | Rugby Club Irún              |
| 5ª Jornada (28 de octubre de 1979)    |                              |                              |                              |
| Hernani                               | Club Atlético San Sebastián  | 28-4                         | Bilbao Rugby Club            |
| Hernani                               | Hernani Rugby Club           | 62-12                        | Independiente Rugby Club     |
| Hernani                               | Zaharrean Rugby Taldea       | 12-7                         | Ordizia Rugby Elkartea       |
| Bilbao                                | Universitario Bilbao         | 0-4                          | Rugby Club Irún              |
| 6ª Jornada (4 de noviembre de 1979)   |                              |                              |                              |
| Bilbao                                | Universitario Bilbao         | 13-10                        | Bilbao Rugby Club            |
| Santander                             | Independiente Rugby Club     | 0-108                        | Club Atlético San Sebastián  |
| Ordicia                               | Ordizia Rugby Elkartea       | 0-49                         | Hernani Rugby Club           |
| Irún                                  | Rugby Club Irún              | 14-7                         | Zaharrean Rugby Taldea       |
| 7ª Jornada (18 de noviembre de 1979)  |                              |                              |                              |
| Bilbao                                | Bilbao Rugby Club            | 24-4                         | Independiente Rugby Club     |
| Hernani                               | Club Atlético San Sebastián  | 44-0                         | Ordizia Rugby Elkartea       |
| Hernani                               | Hernani Rugby Club           | 12-3                         | Rugby Club Irún              |
| Hernani                               | Zaharrean Rugby Taldea       | 17-8                         | Universitario Bilbao         |
| 8ª Jornada (2 de diciembre de 1979)   |                              |                              |                              |
| Hernani                               | Hernani Rugby Club           | 30-0                         | Zaharrean Rugby Taldea       |
| Hernani                               | Club Atlético San Sebastián  | 9-3                          | Rugby Club Irún              |
| Bilbao                                | Bilbao Rugby Club            | 24-6                         | Ordizia Rugby Elkartea       |
| Santander                             | Independiente Rugby Club     | 4-14                         | Universitario Bilbao         |
| 9ª Jornada (9 de diciembre de 1979)   |                              |                              |                              |
| Bilbao                                | Universitario Bilbao         | 0-18                         | Hernani Rugby Club           |
| Hernani                               | Zaharrean Rugby Taldea       | 9-18                         | Club Atlético San Sebastián  |
| Irún                                  | Rugby Club Irún              | 30-13                        | Bilbao Rugby Club            |
| Ordicia                               | Ordizia Rugby Elkartea       | 40-0                         | Independiente Rugby Club     |
| 10ª Jornada (16 de diciembre de 1979) |                              |                              |                              |
| Hernani                               | Club Atlético San Sebastián  | 6-10                         | Hernani Rugby Club           |
| Bilbao                                | Bilbao Rugby Club            | 19-10                        | Zaharrean Rugby Taldea       |
| Santander                             | Independiente Rugby Club     | 0-28                         | Rugby Club Irún              |
| Bilbao                                | Ordizia Rugby Elkartea       | 17-0                         | Universitario Bilbao         |
| 11ª Jornada (13 de enero de 1980)     |                              |                              |                              |
| Bilbao                                | Universitario Bilbao         | 8-11                         | Club Atlético San Sebastián  |
| Hernani                               | Hernani Rugby Club           | 46-0                         | Bilbao Rugby Club            |
| Hernani                               | Zaharrean Rugby Taldea       | 42-6                         | Independiente Rugby Club     |
| Irún                                  | Rugby Club Irún              | 13-0                         | Ordizia Rugby Elkartea       |
| 12ª Jornada (20 de enero de 1980)     |                              |                              |                              |
| Bilbao                                | Bilbao Rugby Club            | 6-0 np                       | Club Atlético San Sebastián  |
| Santander                             | Independiente Rugby Club     | 0-68                         | Hernani Rugby Club           |
| Ordicia                               | Ordizia Rugby Elkartea       | 12-7                         | Zaharrean Rugby Taldea       |
| Irún                                  | Rugby Club Irún              | 19-0                         | Universitario Bilbao         |
| 13ª Jornada (3 de febrero de 1980)    |                              |                              |                              |
| Bilbao                                | Bilbao Rugby Club            | 0-0                          | Universitario Bilbao         |
| Santander                             | Club Atlético San Sebastián  | 23-22                        | Independiente Rugby Club     |
| Hernani                               | Hernani Rugby Club           | 56-12                        | Ordizia Rugby Elkartea       |
| Hernani                               | Zaharrean Rugby Taldea       | 3-6                          | Rugby Club Irún              |
| 14ª Jornada (17 de febrero de 1980)   |                              |                              |                              |
| Santander                             | Independiente Rugby Club     | 11-27                        | Bilbao Rugby Club            |
| Hernani                               | Ordizia Rugby Elkartea       | 11-22                        | Club Atlético San Sebastián  |
| Irún                                  | Rugby Club Irún              | 8-25                         | Hernani Rugby Club           |
| Bilbao                                | Universitario Bilbao         | 22-4                         | Zaharrean Rugby Taldea       |

| Local \ Visitante        | ASS    | BRC   | ORD   | HER  | IND   | IRU   | UNI   | ZAH   |
| ------------------------ | ------ | ----- | ----- | ---- | ----- | ----- | ----- | ----- |
| Club ATLÉTICO SS         | —      | 28–4  | 42–0  | 6–10 | 23–22 | 9–3   | 34–20 | 41–7  |
| BILBAO R.C.              | 6–0 np | —     | 24–3  | 7–29 | 24–4  | 15–10 | 0–0   | 19–10 |
| ORDIZIA R.E.             | 11–22  | 15–12 | —     | 0–49 | 42–0  | 39–14 | 17–0  | 12–7  |
| HERNANI R.C.             | 14–13  | 43–0  | 56–12 | —    | 62–12 | 12–3  | 32–0  | 30–0  |
| INDEPENDIENTE Rugby Club | 0–108  | 11–27 | 24–6  | 0–68 | —     | 0–28  | 4–14  | 31–16 |
| R.C. IRÚN                | 0–40   | 30–13 | 13–0  | 8–25 | 55–4  | —     | 19–0  | 14–7  |
| UNIVERSITARIO Bilbao     | 8–11   | 13–10 | 37–6  | 0–18 | 26–9  | 0–4   | —     | 22–9  |
| ZAHARREAN R.T.           | 9–28   | 13–12 | 12–7  | 0–48 | 42–6  | 3–0   | 17–8  | —     |

|     |                             |     |    |   |    |     |     |     |  |  |  |  |  |  |  |  |  |  |
| Pos | Equipo                      | Jug | V  | E | D  | PF  | PC  | Pts |  |  |  |  |  |  |  |  |  |  |
| 1º  | Hernani Rugby Club          | 14  | 14 | 0 | 0  | 496 | 61  | 42  |  |  |  |  |  |  |  |  |  |  |
| 2º  | Club Atlético San Sebastián | 14  | 11 | 0 | 3  | 305 | 114 | 34* |  |  |  |  |  |  |  |  |  |  |
| 3º  | Rugby Club Irún             | 14  | 8  | 0 | 6  | 305 | 114 | 30  |  |  |  |  |  |  |  |  |  |  |
| 4º  | Bilbao Rugby Club           | 14  | 6  | 1 | 7  | 173 | 209 | 27  |  |  |  |  |  |  |  |  |  |  |
| 5º  | Universitario Bilbao        | 14  | 5  | 1 | 8  | 148 | 190 | 25  |  |  |  |  |  |  |  |  |  |  |
| 6º  | Zaharrean Rugby Taldea      | 14  | 5  | 0 | 9  | 152 | 278 | 24  |  |  |  |  |  |  |  |  |  |  |
| 7º  | Ordizia Rugby Elkartea      | 14  | 5  | 0 | 9  | 160 | 312 | 24  |  |  |  |  |  |  |  |  |  |  |
| 8º  | Independiente Rugby Club    | 14  | 2  | 0 | 12 | 127 | 541 | 18  |  |  |  |  |  |  |  |  |  |  |

#### Grupo Centro
CAU, Arquitectura y Cisneros partían un año más como los principales favoritos. En la primera vuelta se cruzaron las victorias entre ellos: CAU ganó a Arquitectura, estos ganaron a Cisneros y los colegiales vencieron al CAU. Los tres equipos clasificados en cabeza, en la 7º jornada Cisneros perdió pie al ser derrotado por el CDU en Valladolid. Tras dos partidos de la segunda vuelta, las espadas estaban en todo lo alto. Arquitectura y CAU colíderes con 8 victorias y 1 derrota, y el Cisneros un paso detrás con 7 victorias y 2 derrotas. En la parte baja Olímpico y Karmen parecían abocados al descenso.

En la 10.ª jornada se producía el primer duelo por el título en el que el CAU salía ganador con un 12-17 frente a Arquitectura. El segundo acto en la jornada 12.ª, Cisneros vuelve a poner todo en el aire con su victoria sobre el CAU por 11-7. Los tres equipos empatan en cabeza con 10 victorias y 2 derrotas. En la penúltima jornada Arquitectura deja a Cisneros fuera de la lucha al derrotarle por un corto 7-3. Sin embargo, y si no perdía el CAU en la última jornada contra Canoe, el título era suyo, ya que el desempate se hacía con los enfrentamientos directos, y el CAU había ganado sus dos partidos con Arquitectura. Ninguno de los dos líderes falló y el CAU fue campeón de grupo por segundo año consecutivo.

| Resultados 1ª División Centro                                                                                  | Resultados 1ª División Centro | Resultados 1ª División Centro | Resultados 1ª División Centro |
| Ciudad | Local                         | Resultado                     | Visitante                     |
| --- | ----------------------------- | ----------------------------- | ----------------------------- |
| 1ª Jornada (30 de septiembre de 1979)                                                                          |                               |                               |                               |
| Madrid | Olímpico Pozuelo R.C.         | 0-55                          | CAU Madrid Rugby Club         |
| Madrid | Canoe Natación Club           | 11-16                         | Club Deportivo Arquitectura   |
| Madrid | Club de Rugby Karmen          | 12-20                         | CDU Valladolid                |
| Valladolid | Club Deportivo Lourdes        | 6-43                          | Colegio Mayor Cisneros        |
| 2ª Jornada (7 de octubre de 1979)                                                                              |                               |                               |                               |
| Madrid | CAU Madrid Rugby Club         | 32-0                          | Club Deportivo Lourdes        |
| Madrid | Club Deportivo Arquitectura   | 56-7                          | Olímpico Pozuelo R.C.         |
| Valladolid | CDU Valladolid                | 9-19                          | Canoe Natación Club           |
| Madrid | Colegio Mayor Cisneros        | 45-12                         | Club de Rugby Karmen          |
| 3ª Jornada (14 de octubre de 1979)                                                                             |                               |                               |                               |
| Madrid | CAU Madrid Rugby Club         | 13-3                          | Club Deportivo Arquitectura   |
| Madrid | Olímpico Pozuelo R.C.         | 0-7                           | CDU Valladolid                |
| Madrid | Canoe Natación Club           | 4-9                           | Colegio Mayor Cisneros        |
| Valladolid | Club Deportivo Lourdes        | 22-17                         | Club de Rugby Karmen          |
| 4ª Jornada (21 de octubre de 1979)                                                                             |                               |                               |                               |
| Madrid | Club Deportivo Arquitectura   | 64-3                          | Club Deportivo Lourdes        |
| Valladolid | CDU Valladolid                | 0-27                          | CAU Madrid Rugby Club         |
| Madrid | Colegio Mayor Cisneros        | 46-8                          | Olímpico Pozuelo R.C.         |
| Madrid | Club de Rugby Karmen          | 19-32                         | Canoe Natación Club           |
| 5ª Jornada (28 de octubre de 1979)                                                                             |                               |                               |                               |
| Madrid | Club Deportivo Arquitectura   | 54-3                          | CDU Valladolid                |
| Madrid | CAU Madrid Rugby Club         | 3-16                          | Colegio Mayor Cisneros        |
| Madrid | Olímpico Pozuelo R.C.         | 8-43                          | Club de Rugby Karmen          |
| Valladolid | Club Deportivo Lourdes        | 16-7                          | Canoe Natación Club           |
| 6ª Jornada (4 de noviembre de 1979)                                                                            |                               |                               |                               |
| Valladolid | Club Deportivo Lourdes        | 12-12                         | CDU Valladolid                |
| Madrid | Colegio Mayor Cisneros        | 3-25                          | Club Deportivo Arquitectura   |
| Madrid | Club de Rugby Karmen          | 10-43                         | CAU Madrid Rugby Club         |
| Madrid | Canoe Natación Club           | 35-17                         | Olímpico Pozuelo R.C.         |
| 7ª Jornada (18 de noviembre de 1979)                                                                           |                               |                               |                               |
| Valladolid | CDU Valladolid                | 18-14                         | Colegio Mayor Cisneros        |
| Madrid | Club Deportivo Arquitectura   | 34-11                         | Club de Rugby Karmen          |
| Madrid | CAU Madrid Rugby Club         | 17-12                         | Canoe Natación Club           |
| Madrid | Olímpico Pozuelo R.C.         | 14-20                         | Club Deportivo Lourdes        |
| 8ª Jornada (2 de diciembre de 1979)                                                                            |                               |                               |                               |
| Madrid | CAU Madrid Rugby Club         | 45-4                          | Olímpico Pozuelo R.C.         |
| Madrid | Club Deportivo Arquitectura   | 41-8                          | Canoe Natación Club           |
| Valladolid | CDU Valladolid                | 23-12                         | Club de Rugby Karmen          |
| Valladolid | Colegio Mayor Cisneros        | 80-3                          | Club Deportivo Lourdes        |
| 9ª Jornada (9 de diciembre de 1979)                                                                            |                               |                               |                               |
| Valladolid | Club Deportivo Lourdes        | 0-42                          | CAU Madrid Rugby Club         |
| Madrid | Olímpico Pozuelo R.C.         | 0-23                          | Club Deportivo Arquitectura   |
| Madrid | Canoe Natación Club           | 17-16                         | CDU Valladolid                |
| Madrid | Club de Rugby Karmen          | 18-23                         | Colegio Mayor Cisneros        |
| 10ª Jornada (16 de diciembre de 1979)                                                                          |                               |                               |                               |
| Madrid | Club Deportivo Arquitectura   | 12-17                         | CAU Madrid Rugby Club         |
| Valladolid | CDU Valladolid                | 21-9                          | Olímpico Pozuelo R.C.         |
| Madrid | Colegio Mayor Cisneros        | 21-12                         | Canoe Natación Club           |
| Madrid | Club de Rugby Karmen          | 26-3                          | Club Deportivo Lourdes        |
| 11ª Jornada (13 de enero de 1980)                                                                              |                               |                               |                               |
| Madrid | Club Deportivo Lourdes        | 4-24                          | Club Deportivo Arquitectura   |
| Valladolid | CAU Madrid Rugby Club         | 44-0                          | CDU Valladolid                |
| Madrid | Olímpico Pozuelo R.C.         | 8-17                          | Colegio Mayor Cisneros        |
| Madrid | Canoe Natación Club           | 35-15                         | Club de Rugby Karmen          |
| 12ª Jornada (20 de enero de 1980)                                                                              |                               |                               |                               |
| Valladolid | CDU Valladolid                | 19-32                         | Club Deportivo Arquitectura   |
| Madrid | Colegio Mayor Cisneros        | 11-7                          | CAU Madrid Rugby Club         |
| Madrid | Club de Rugby Karmen          | 14-11                         | Olímpico Pozuelo R.C.         |
| Madrid | Canoe Natación Club           | 16-3*                         | Club Deportivo Lourdes        |
| * partido suspendido en el 20' por mala conducta colectiva de ambos equipos. Ambos equipos pierden el partido. |                               |                               |                               |
| 13ª Jornada (3 de febrero de 1980)                                                                             |                               |                               |                               |
| Valladolid | CDU Valladolid                | 12-9                          | Club Deportivo Lourdes        |
| Madrid | Club Deportivo Arquitectura   | 7-3                           | Colegio Mayor Cisneros        |
| Madrid | CAU Madrid Rugby Club         | 51-23                         | Club de Rugby Karmen          |
| Madrid | Olímpico Pozuelo R.C.         | 0-28                          | Canoe Natación Club           |
| 14ª Jornada (17 de febrero de 1980)                                                                            |                               |                               |                               |
| Madrid | Colegio Mayor Cisneros        | 26-3                          | CDU Valladolid                |
| Madrid | Club de Rugby Karmen          | 10-56                         | Club Deportivo Arquitectura   |
| Madrid | Canoe Natación Club           | 26-35                         | CAU Madrid Rugby Club         |
| Valladolid | Club Deportivo Lourdes        | 20-12                         | Olímpico Pozuelo R.C.         |

| Local \ Visitante     | ARQ   | CAN   | CAU   | CDU   | CIS   | KAR   | LOU   | OLI   |
| --------------------- | ----- | ----- | ----- | ----- | ----- | ----- | ----- | ----- |
| CD ARQUITECTURA       | —     | 42–8  | 12–17 | 54–3  | 7–3   | 34–11 | 64–3  | 56–7  |
| CANOE N.C.            | 11–16 | —     | 26–35 | 17–16 | 4–9   | 37–15 | 0–0   | 35–17 |
| CAU Madrid R.C.       | 15–3  | 17–12 | —     | 44–0  | 3–16  | 51–23 | 38–4  | 45–4  |
| CDU VALLADOLID        | 19–32 | 9–19  | 0–27  | —     | 18–14 | 23–12 | 12–9  | 21–9  |
| C. M. CISNEROS        | 3–25  | 21–12 | 11–7  | 26–3  | —     | 45–12 | 80–3  | 46–8  |
| Juventud KARMEN       | 10–56 | 19–32 | 10–43 | 12–20 | 18–23 | —     | 26–3  | 19–17 |
| C.D. LOURDES          | 4–28  | 16–7  | 0–112 | 12–12 | 6–43  | 22–17 | —     | 20–12 |
| OLÍMPICO Pozuelo R.C. | 0–23  | 0–28  | 0–59  | 0–7   | 8–17  | 0–43  | 14–20 | —     |

|     |                             |     |    |   |    |     |     |     |  |  |  |  |  |  |  |  |  |  |
| Pos | Equipo                      | Jug | V  | E | D  | PF  | PC  | Pts |  |  |  |  |  |  |  |  |  |  |
| 1º  | CAU Madrid Rugby Club       | 14  | 12 | 0 | 2  | 443 | 121 | 38  |  |  |  |  |  |  |  |  |  |  |
| 2º  | CD Arquitectura             | 14  | 12 | 0 | 2  | 452 | 114 | 38  |  |  |  |  |  |  |  |  |  |  |
| 3º  | Colegio Mayor Cisneros      | 14  | 11 | 0 | 3  | 357 | 134 | 36  |  |  |  |  |  |  |  |  |  |  |
| 4º  | CDU Valladolid              | 14  | 6  | 1 | 7  | 163 | 287 | 27  |  |  |  |  |  |  |  |  |  |  |
| 5º  | Canoe Natación Club         | 14  | 6  | 0 | 8  | 248 | 232 | 25  |  |  |  |  |  |  |  |  |  |  |
| 6º  | Club Deportivo Lourdes      | 14  | 4  | 1 | 9  | 122 | 395 | 22  |  |  |  |  |  |  |  |  |  |  |
| 7º  | Club de Rugby Karmen        | 14  | 3  | 0 | 11 | 245 | 403 | 20  |  |  |  |  |  |  |  |  |  |  |
| 8º  | Olímpico Pozuelo Rugby Club | 14  | 0  | 0 | 14 | 93  | 437 | 14  |  |  |  |  |  |  |  |  |  |  |

#### Grupo Levante
Los equipos del Llobregat eran una vez más favoritos, con el Valencia de serio aspirante. Sin embargo fue el Barça el máximo animador de la liga, y mereció más suerte en el resultado final. En la primera vuelta los barcelonistas empataron con Valencia, vencieron a la Samboyana y pero perdieron con Cornellá y Gerona. El Valencia fue el equipo más regular cediendo solo ese empate y liderando el grupo tras la 7º jornada. Le seguía la Samboyana que había perdido con Barça y Valencia, lo mismo que Cornellá derrotado por los dos primeros.

En la segunda vuelta el Valencia no cejó y su derrota en la jornada 13.ª con Samboyana no afectó en su victoria final, ya que los de Sant Boi perdieron en Cornellá y el Barça ejerció de árbitro empatando con ellos. Cornellá al perder con los valencianos ya no tenía opciones al título.
| Resultados 1ª División Levante        | Resultados 1ª División Levante | Resultados 1ª División Levante | Resultados 1ª División Levante |
| Ciudad                                | Local                          | Resultado                      | Visitante                      |
| ------------------------------------- | ------------------------------ | ------------------------------ | ------------------------------ |
| 1ª Jornada (30 de septiembre de 1979) |                                |                                |                                |
| Valencia                              | Valencia Rugby Club            | 43-9                           | G.E.i.E.G.-Gerona              |
| Barcelona                             | Club Natación Barcelona        | 12-34                          | Futbol Club Barcelona          |
| Sant Boi                              | Unión Deportiva Samboyana      | 32-19                          | Rugby Club Cornellà            |
| Barcelona                             | Club Natación Montjuich        | 10-10                          | Tatami Rugby Club              |
| 2ª Jornada (7 de octubre de 1979)     |                                |                                |                                |
| Gerona                                | G.E.i.E.G.-Gerona              | 24-12                          | Club Natación Montjuich        |
| Barcelona                             | Futbol Club Barcelona          | 10-10                          | Valencia Rugby Club            |
| Cornellá                              | Rugby Club Cornellà            | 26-3                           | Club Natación Barcelona        |
| Valencia                              | Tatami Rugby Club              | 7-13                           | Unión Deportiva Samboyana      |
| 3ª Jornada (14 de octubre de 1979)    |                                |                                |                                |
| Gerona                                | G.E.i.E.G.-Gerona              | 12-7                           | Futbol Club Barcelona          |
| Valencia                              | Valencia Rugby Club            | 19-9                           | Rugby Club Cornellà            |
| Barcelona                             | Club Natación Barcelona        | 23-4                           | Tatami Rugby Club              |
| Barcelona                             | Club Natación Montjuich        | 0-16                           | Unión Deportiva Samboyana      |
| 4ª Jornada (21 de octubre de 1979)    |                                |                                |                                |
| Barcelona                             | Futbol Club Barcelona          | 31-0                           | Club Natación Montjuich        |
| Cornellá                              | Rugby Club Cornellà            | 14-9                           | G.E.i.E.G.-Gerona              |
| Valencia                              | Tatami Rugby Club              | 3-9                            | Valencia Rugby Club            |
| Sant Boi                              | Unión Deportiva Samboyana      | 30-9                           | Club Natación Barcelona        |
| 5ª Jornada (28 de octubre de 1979)    |                                |                                |                                |
| Barcelona                             | Futbol Club Barcelona          | 10-36                          | Rugby Club Cornellà            |
| Gerona                                | G.E.i.E.G.-Gerona              | 18-6                           | Tatami Rugby Club              |
| Valencia                              | Valencia Rugby Club            | 33-13                          | Unión Deportiva Samboyana      |
| Barcelona                             | Club Natación Montjuich        | 0-15                           | Club Natación Barcelona        |
| 6ª Jornada (4 de noviembre de 1979)   |                                |                                |                                |
| Barcelona                             | Club Natación Montjuich        | 3-30                           | Rugby Club Cornellà            |
| Valencia                              | Tatami Rugby Club              | 0-24                           | Futbol Club Barcelona          |
| Sant Boi                              | Unión Deportiva Samboyana      | 25-11                          | G.E.i.E.G.-Gerona              |
| Barcelona                             | Club Natación Barcelona        | 0-25                           | Valencia Rugby Club            |
| 7ª Jornada (11 de noviembre de 1979)  |                                |                                |                                |
| Cornellá                              | Rugby Club Cornellà            | 26-12                          | Tatami Rugby Club              |
| Barcelona                             | Futbol Club Barcelona          | 17-16                          | Unión Deportiva Samboyana      |
| Gerona                                | G.E.i.E.G.-Gerona              | 12-3                           | Club Natación Barcelona        |
| Valencia                              | Valencia Rugby Club            | 37-0                           | Club Natación Montjuich        |
| 8ª Jornada (2 de diciembre de 1979)   |                                |                                |                                |
| Gerona                                | G.E.i.E.G.-Gerona              | 9-21                           | Valencia Rugby Club            |
| Barcelona                             | Futbol Club Barcelona          | 9-4                            | Club Natación Barcelona        |
| Cornellá                              | Rugby Club Cornellà            | 35-4                           | Unión Deportiva Samboyana      |
| Valencia                              | Tatami Rugby Club              | 3-21                           | Club Natación Montjuich        |
| 9ª Jornada (9 de diciembre de 1979)   |                                |                                |                                |
| Barcelona                             | Club Natación Montjuich        | 14-12                          | G.E.i.E.G.-Gerona              |
| Valencia                              | Valencia Rugby Club            | 13-12                          | Futbol Club Barcelona          |
| Barcelona                             | Club Natación Barcelona        | 6-11                           | Rugby Club Cornellà            |
| Sant Boi                              | Unión Deportiva Samboyana      | 7-13                           | Tatami Rugby Club              |
| 10ª Jornada (16 de diciembre de 1979) |                                |                                |                                |
| Barcelona                             | Futbol Club Barcelona          | 17-3                           | G.E.i.E.G.-Gerona              |
| Cornellá                              | Rugby Club Cornellà            | 15-19                          | Valencia Rugby Club            |
| Valencia                              | Tatami Rugby Club              | 9-20                           | Club Natación Barcelona        |
| Sant Boi                              | Unión Deportiva Samboyana      | 59-0                           | Club Natación Montjuich        |
| 11ª Jornada (13 de enero de 1980)     |                                |                                |                                |
| Barcelona                             | Club Natación Montjuich        | 0-19                           | Futbol Club Barcelona          |
| Gerona                                | G.E.i.E.G.-Gerona              | 9-10                           | Rugby Club Cornellà            |
| Valencia                              | Valencia Rugby Club            | 27-7                           | Tatami Rugby Club              |
| Barcelona                             | Club Natación Barcelona        | 12-32                          | Unión Deportiva Samboyana      |
| 12ª Jornada (20 de enero de 1980)     |                                |                                |                                |
| Cornellá                              | Rugby Club Cornellà            | 26-19                          | Futbol Club Barcelona          |
| Valencia                              | Tatami Rugby Club              | 11-6                           | G.E.i.E.G.-Gerona              |
| Sant Boi                              | Unión Deportiva Samboyana      | 17-7                           | Valencia Rugby Club            |
| Barcelona                             | Club Natación Barcelona        | 4-20                           | Club Natación Montjuich        |
| 13ª Jornada (3 de febrero de 1980)    |                                |                                |                                |
| Cornellá                              | Rugby Club Cornellà            | 28-10                          | Club Natación Montjuich        |
| Barcelona                             | Futbol Club Barcelona          | 46-4                           | Tatami Rugby Club              |
| Gerona                                | G.E.i.E.G.-Gerona              | 6-31                           | Unión Deportiva Samboyana      |
| Valencia                              | Valencia Rugby Club            | 20-8                           | Club Natación Barcelona        |
| 14ª Jornada (17 de febrero de 1980)   |                                |                                |                                |
| Valencia                              | Tatami Rugby Club              | 10-22                          | Rugby Club Cornellà            |
| Sant Boi                              | Unión Deportiva Samboyana      | 10-10                          | Futbol Club Barcelona          |
| Barcelona                             | Club Natación Barcelona        | 10-19                          | G.E.i.E.G.-Gerona              |
| Barcelona                             | Club Natación Montjuich        | 3-42                           | Valencia Rugby Club            |

| Local \ Visitante     | COR   | FCB   | GER   | MON   | NAT   | SAM   | TAT   | VAL   |
| --------------------- | ----- | ----- | ----- | ----- | ----- | ----- | ----- | ----- |
| Rugby Club CORNELLÁ   | —     | 26–19 | 14–9  | 28–10 | 26–3  | 13–16 | 26–12 | 15–19 |
| F.C. BARCELONA        | 9–9   | —     | 17–3  | 31–0  | 9–4   | 17–16 | 46–4  | 10–10 |
| G.E.i.E.G.-Gerona     | 9–10  | 12–7  | —     | 24–13 | 16–10 | 6–31  | 18–8  | 9–21  |
| C.N. MONTJUICH        | 3–30  | 0–19  | 14–22 | —     | 0–15  | 0–16  | 10–10 | 3–42  |
| C. NATACIÓN Barcelona | 6–11  | 12–34 | 10–19 | 4–20  | —     | 12–32 | 23–4  | 0–25  |
| U.D. SAMBOYANA        | 32–19 | 10–10 | 25–11 | 59–0  | 30–9  | —     | 74–0  | 17–7  |
| TATAMI R.C.           | 10–22 | 0–24  | 11–6  | 3–21  | 9–20  | 7–13  | —     | 0–34  |
| VALENCIA R.C.         | 19–9  | 13–12 | 43–9  | 37–0  | 20–8  | 33–13 | 27–7  | —     |

|     |                           |     |    |   |    |     |     |     |  |  |  |  |  |  |  |  |  |  |
| Pos | Equipo                    | Jug | V  | E | D  | PF  | PC  | Pts |  |  |  |  |  |  |  |  |  |  |
| 1º  | Valencia Rugby Club       | 14  | 12 | 1 | 1  | 350 | 112 | 39  |  |  |  |  |  |  |  |  |  |  |
| 2º  | Unión Deportiva Samboyana | 14  | 11 | 1 | 2  | 384 | 144 | 37  |  |  |  |  |  |  |  |  |  |  |
| 3º  | Rugby Club Cornellà       | 14  | 9  | 1 | 4  | 258 | 176 | 33  |  |  |  |  |  |  |  |  |  |  |
| 4º  | Futbol Club Barcelona     | 14  | 8  | 3 | 3  | 264 | 119 | 33  |  |  |  |  |  |  |  |  |  |  |
| 5º  | G.E.i.E.G.-Gerona         | 14  | 6  | 0 | 8  | 173 | 234 | 26  |  |  |  |  |  |  |  |  |  |  |
| 6º  | Club Natación Barcelona   | 14  | 3  | 0 | 11 | 136 | 245 | 20  |  |  |  |  |  |  |  |  |  |  |
| 7º  | Club Natación Montjuich   | 14  | 2  | 1 | 11 | 94  | 340 | 19  |  |  |  |  |  |  |  |  |  |  |
| 8º  | Tatami Rugby Club         | 14  | 1  | 1 | 12 | 75  | 364 | 17  |  |  |  |  |  |  |  |  |  |  |

#### Grupo Sur
Se presumía una nueva victoria fácil para el CAR en el grupo, con el Granada y el Sevilla intentando no perder comba, pero la primera vuelta resultó muy inesperada. Hasta 3 veces fue derrotado el CAR, a partir de la 4.ª jornada que cayó frente a Granada, una fecha después ante el Ciencias y en la 7ª ante el Divina Pastora. Esto le colocaba en tercera posición con 4 victorias y empatando con el Hípica y el Divina Pastora. Granada que solo perdió con Sevilla y estos que perdieron solo con CAR colideraban la tabla con 6 victorias. Aún ganando todo en la segunda vuelta, se podría perder la liga.

Afortunadamente para el CAR en la 8.ª jornada ambos líderes cayeron, Sevilla contra Ciencias por 3-6, Granada contra Pastora por 4-10. La clasificación se podía remontar, aunque el CAR debía apretar, consiguió una victoria in extremis, por 10-11 ante el Hípica. En la 9.ª jornada, siguiendo la pauta de resultados extraños, el Granada pierde por 85-3 frente al Ciencias y queda empatado con CAR y Pastora en la segunda plaza. El Sevilla salva apuradamente la jornada por 11-12 en el Puerto de Santa María. Antes de Navidad las cosas vuelven a lo habitual, el CAR derrota a Sevilla y se vuelve a encaramar en la primera plaza.

A la vuelta de las vacaciones, parece que el CAR va a consolidar su liderato cuando vence a Granada por 44-4 y dejándoles casi fuera de la lucha. Pero en la siguiente jornada a falta de dos para el final todo se vuelve a complicar, el Ciencias derrota al CAR por 9-7 y ahora son líderes el Sevilla y el Divina Pastora. En la penúltima jornada, el Sevilla toma la cabeza en solitario ganando al Pastora y deja una última jornada muy interesante. Hasta 4 equipos pueden ser campeones: a Sevilla le basta un empate frente a Granada que necesita la victoria, y que CAR y Pastora empaten, estos dos necesitan ganar y que Sevilla pierda.

En una última jornada de infarto, el Granada vence a Sevilla, y necesita un empate en entre Pastora y CAR, y casi lo consigue, pero los campeones resuelven apuradamente el partido por 6-9 y revalidan un título que les ha costado más que nunca.
| Resultados 1ª División Sur            | Resultados 1ª División Sur                             | Resultados 1ª División Sur | Resultados 1ª División Sur       |
| Ciudad                                | Local                                                  | Resultado                  | Visitante                        |
| ------------------------------------- | ------------------------------------------------------ | -------------------------- | -------------------------------- |
| 1ª Jornada (30 de septiembre de 1979) |                                                        |                            |                                  |
| Sevilla                               | Club Amigos del Rugby (CAR)                            | 6-0 np                     | Club de Rugby Hípica-Isabel      |
| Cádiz                                 | Club de Rugby Atlético Portuense                       | 28-3                       | CD Universitario de Córdoba      |
| Sevilla                               | Ciencias de Sevilla                                    | 8-12                       | Sevilla Club de Fútbol           |
| Sevilla                               | Club de Rugby Divina Pastora                           | 14-20                      | CD Universitario de Granada      |
| 2ª Jornada (7 de octubre de 1979)     |                                                        |                            |                                  |
| Granada                               | Club de Rugby Hípica-Isabel                            | 21-9                       | Club de Rugby Divina Pastora     |
| Sevilla                               | Club Amigos del Rugby (CAR)                            | 66-0                       | CD Universitario de Córdoba      |
| Sevilla                               | Sevilla Club de Fútbol                                 | 50-4                       | Club de Rugby Atlético Portuense |
| Granada                               | CD Universitario de Granada                            | 32-4                       | Ciencias de Sevilla              |
| 3ª Jornada (14 de octubre de 1979)    |                                                        |                            |                                  |
| Granada                               | Club de Rugby Hípica-Isabel                            | 32-12                      | CD Universitario de Córdoba      |
| Sevilla                               | Club Amigos del Rugby (CAR)                            | 7-6                        | Sevilla Club de Fútbol           |
| Cádiz                                 | Club de Rugby Atlético Portuense                       | 4-14                       | CD Universitario de Granada      |
| Sevilla                               | Club de Rugby Divina Pastora                           | 16-9                       | Ciencias de Sevilla              |
| 4ª Jornada (21 de octubre de 1979)    |                                                        |                            |                                  |
| Córdoba                               | CD Universitario de Córdoba                            | 0-27                       | Club de Rugby Divina Pastora     |
| Sevilla                               | Sevilla Club de Fútbol                                 | 26-6                       | Club de Rugby Hípica-Isabel      |
| Granada                               | CD Universitario de Granada                            | 18-12                      | Club Amigos del Rugby (CAR)      |
| Sevilla                               | Ciencias de Sevilla                                    | 25-0                       | Club de Rugby Atlético Portuense |
| 5ª Jornada (28 de octubre de 1979)    |                                                        |                            |                                  |
| Córdoba                               | CD Universitario de Córdoba                            | 0-39                       | Sevilla Club de Fútbol           |
| Granada                               | Club de Rugby Hípica-Isabel                            | 9-15                       | CD Universitario de Granada      |
| Sevilla                               | Club Amigos del Rugby (CAR)                            | 8-13                       | Ciencias de Sevilla              |
| Sevilla                               | Club de Rugby Divina Pastora                           | 19-10                      | Club de Rugby Atlético Portuense |
| 6ª Jornada (4 de noviembre de 1979)   |                                                        |                            |                                  |
| Sevilla                               | Club de Rugby Divina Pastora                           | 20-26                      | Sevilla Club de Fútbol           |
| Granada                               | CD Universitario de Granada                            | 44-6                       | CD Universitario de Córdoba      |
| Sevilla                               | Ciencias de Sevilla                                    | 7-18                       | Club de Rugby Hípica-Isabel      |
| Cádiz                                 | Club de Rugby Atlético Portuense                       | 6-17                       | Club Amigos del Rugby (CAR)      |
| 7ª Jornada (18 de noviembre de 1979)  |                                                        |                            |                                  |
| Sevilla                               | Sevilla Club de Fútbol                                 | 17-3                       | CD Universitario de Granada      |
| Córdoba                               | CD Universitario de Córdoba                            | 10-35                      | Ciencias de Sevilla              |
| Granada                               | Club de Rugby Hípica-Isabel                            | 27-18                      | Club de Rugby Atlético Portuense |
| Sevilla                               | Club Amigos del Rugby (CAR)                            | 14-15                      | Club de Rugby Divina Pastora     |
| 8ª Jornada (2 de diciembre de 1979)   |                                                        |                            |                                  |
| Granada                               | Club de Rugby Hípica-Isabel                            | 10-11                      | Club Amigos del Rugby (CAR)      |
| Córdoba                               | CD Universitario de Córdoba                            | 7-12                       | Club de Rugby Atlético Portuense |
| Sevilla                               | Sevilla Club de Fútbol                                 | 3-6                        | Ciencias de Sevilla              |
| Granada                               | CD Universitario de Granada                            | 4-10                       | Club de Rugby Divina Pastora     |
| 9ª Jornada (9 de diciembre de 1979)   |                                                        |                            |                                  |
| Granada                               | Club de Rugby Divina Pastora                           | 46-9                       | Club de Rugby Hípica-Isabel      |
| Sevilla                               | CD Universitario de CórdobaClub Amigos del Rugby (CAR) | 66-0                       |                                  |
| Cádiz                                 | Club de Rugby Atlético Portuense                       | 11-12                      | Sevilla Club de Fútbol           |
| Granada                               | Ciencias de Sevilla                                    | 85-3                       | CD Universitario de Granada      |
| 10ª Jornada (23 de diciembre de 1979) |                                                        |                            |                                  |
| Córdoba                               | CD Universitario de Córdoba                            | 13-17                      | Club de Rugby Hípica-Isabel      |
| Sevilla                               | Sevilla Club de Fútbol                                 | 9-15                       | Club Amigos del Rugby (CAR)      |
| Granada                               | CD Universitario de Granada                            | 31-4                       | Club de Rugby Atlético Portuense |
| Sevilla                               | Ciencias de Sevilla                                    | 11-12                      | Club de Rugby Divina Pastora     |
| 11ª Jornada (13 de enero de 1980)     |                                                        |                            |                                  |
| Sevilla                               | Club de Rugby Divina Pastora                           | 54-0                       | CD Universitario de Córdoba      |
| Granada                               | Club de Rugby Hípica-Isabel                            | 9-18                       | Sevilla Club de Fútbol           |
| Granada                               | Club Amigos del Rugby (CAR)                            | 44-4                       | CD Universitario de Granada      |
| Cádiz                                 | Club de Rugby Atlético Portuense                       | 15-28                      | Ciencias de Sevilla              |
| 12ª Jornada (20 de enero de 1980)     |                                                        |                            |                                  |
| Sevilla                               | Sevilla Club de Fútbol                                 | 76-0                       | CD Universitario de Córdoba      |
| Granada                               | CD Universitario de Granada                            | 15-6                       | Club de Rugby Hípica-Isabel      |
| Sevilla                               | Ciencias de Sevilla                                    | 9-7                        | Club Amigos del Rugby (CAR)      |
| Cádiz                                 | Club de Rugby Atlético Portuense                       | 7-30                       | Club de Rugby Divina Pastora     |
| 13ª Jornada (3 de febrero de 1980)    |                                                        |                            |                                  |
| Sevilla                               | Sevilla Club de Fútbol                                 | 24-10                      | Club de Rugby Divina Pastora     |
| Granada                               | CD Universitario de Córdoba                            | 6-52                       | CD Universitario de Granada      |
| Granada                               | Club de Rugby Hípica-Isabel                            | 19-30                      | Ciencias de Sevilla              |
| Sevilla                               | Club Amigos del Rugby (CAR)                            | 23-4                       | Club de Rugby Atlético Portuense |
| 14ª Jornada (17 de febrero de 1980)   |                                                        |                            |                                  |
| Sevilla                               | CD Universitario de Granada                            | 12-4                       | Sevilla Club de Fútbol           |
| Sevilla                               | Ciencias de Sevilla                                    | 60-4                       | CD Universitario de Córdoba      |
| Cádiz                                 | Club de Rugby Atlético Portuense                       | 39-12                      | Club de Rugby Hípica-Isabel      |
| Sevilla                               | Club de Rugby Divina Pastora                           | 6-9                        | Club Amigos del Rugby (CAR)      |

| Local \ Visitante     | APO   | CAR   | CIE   | COR   | GRA   | ISA   | PAS   | SEV   |
| --------------------- | ----- | ----- | ----- | ----- | ----- | ----- | ----- | ----- |
| C.R. Atl. PORTUENSE   | —     | 6–17  | 15–28 | 28–3  | 4–14  | 39–12 | 7–30  | 11–12 |
| Club Amigos del Rugby | 23–4  | —     | 8–13  | 56–10 | 44–4  | 6–0   | 14–15 | 7–6   |
| C.R. CIENCIAS         | 23–0  | 9–7   | —     | 60–4  | 85–3  | 7–18  | 11–12 | 8–12  |
| Univº de CÓRDOBA      | 7–12  | 0–66  | 3–31  | —     | 6–52  | 13–17 | 0–27  | 0–39  |
| Univº de GRANADA      | 31–4  | 18–12 | 32–4  | 44–6  | —     | 15–6  | 7–12  | 12–4  |
| C.R. HÍPICA-ISABEL    | 27–18 | 10–11 | 19–30 | 34–12 | 9–15  | —     | 21–9  | 9–18  |
| C.R. DIVINA PASTORA   | 19–10 | 6–9   | 16–9  | 54–0  | 14–20 | 46–9  | —     | 20–26 |
| SEVILLA C.F.          | 41–3  | 9–15  | 3–6   | 46–0  | 17–3  | 26–6  | 24–10 | —     |

|     |                                  |     |    |   |    |     |     |     |  |  |  |  |  |  |  |  |  |  |
| Pos | Equipo                           | Jug | V  | E | D  | PF  | PC  | Pts |  |  |  |  |  |  |  |  |  |  |
| 1º  | Club Amigos del Rugby (CAR)      | 14  | 10 | 0 | 4  | 296 | 110 | 34  |  |  |  |  |  |  |  |  |  |  |
| 2º  | CD Universitario de Granada      | 14  | 10 | 0 | 4  | 270 | 227 | 34  |  |  |  |  |  |  |  |  |  |  |
| 3º  | Sevilla Club de Fútbol           | 14  | 10 | 0 | 4  | 313 | 110 | 34  |  |  |  |  |  |  |  |  |  |  |
| 4º  | Club de Rugby Divina Pastora     | 14  | 9  | 0 | 5  | 290 | 167 | 32  |  |  |  |  |  |  |  |  |  |  |
| 5º  | Ciencias de Sevilla              | 14  | 9  | 0 | 5  | 324 | 152 | 32  |  |  |  |  |  |  |  |  |  |  |
| 6º  | Club de Rugby Hípica-Isabel      | 14  | 5  | 0 | 9  | 197 | 266 | 23  |  |  |  |  |  |  |  |  |  |  |
| 7º  | Club de Rugby Atlético Portuense | 14  | 3  | 0 | 11 | 161 | 287 | 20  |  |  |  |  |  |  |  |  |  |  |
| 8º  | CD Universitario de Córdoba      | 14  | 0  | 0 | 14 | 64  | 596 | 14  |  |  |  |  |  |  |  |  |  |  |

#### Fase Final. Iª Copa Presidente del Gobierno
Los sevillanos del CAR que habían ganado con muchos problemas el grupo que era considerado el más débil, era el único de los cuatro clasificados que parecía no tener probabilidades de ser campeón de liga. En la jornada se vio que era cierto, y el Hernani venció fácilmente por 6-41. El otro partido era la primera final del torneo y el CAU consiguió una dificilísima victoria por 6-8 en Valencia. Esto le ponía el título muy cerca, en su segunda final contra Hernani jugarían de locales e hicieron valer la ventaja ganando 13-0. Solo una improbable derrota en Sevilla les dejaría sin título. Por el subcampeonato el factor campo favorecía esta vez a los vascos y lograron imponerse a los valencianos por 15-6.

Como era previsible CAU ganó en Sevilla y obtuvo el título liguero por segunda ocasión, esta vez en solitario y cerrando de este modo un final de década excelente para el club con 2 ligas y 2 copas en sus vitrinas.
| Resultados 1ª División Fase Final  | Resultados 1ª División Fase Final | Resultados 1ª División Fase Final | Resultados 1ª División Fase Final |
| Ciudad                             | Local                             | Resultado                         | Visitante                         |
| ---------------------------------- | --------------------------------- | --------------------------------- | --------------------------------- |
| 1ª Jornada (24 de febrero de 1980) |                                   |                                   |                                   |
| Sevilla                            | Club Amigos del Rugby (CAR)       | 6-41                              | Hernani Rugby Club                |
| Valencia                           | Valencia Rugby Club               | 6-8                               | CAU Madrid Rugby Club             |
| 2ª Jornada (2 de marzo de 1980)    |                                   |                                   |                                   |
| Valencia                           | Valencia Rugby Club               | 60-0                              | Club Amigos del Rugby (CAR)       |
| Madrid                             | CAU Madrid Rugby Club             | 13-0                              | Hernani Rugby Club                |
| 3ª Jornada (9 de marzo de 1980)    |                                   |                                   |                                   |
| Sevilla                            | Club Amigos del Rugby (CAR)       | 0-26                              | CAU Madrid Rugby Club             |
| Hernani                            | Hernani Rugby Club                | 15-6                              | Valencia Rugby Club               |

| Local \ Visitante     | CAU  | CAR  | HER  | VAL  |
| --------------------- | ---- | ---- | ---- | ---- |
| CAU Madrid Rugby Club | —    |      | 13–0 |      |
| Club Amigos del Rugby | 0–26 | —    | 6–41 |      |
| Hernani Rugby Club    |      |      | —    | 15–6 |
| Valencia Rugby Club   | 6–8  | 60–0 |      | —    |

|     |                             |     |   |   |   |    |     |     |  |  |  |  |  |  |  |  |  |  |
| Pos | Equipo                      | Jug | V | E | D | PF | PC  | Pts |  |  |  |  |  |  |  |  |  |  |
| 1º  | CAU Madrid Rugby Club       | 3   | 3 | 0 | 0 | 47 | 6   | 9   |  |  |  |  |  |  |  |  |  |  |
| 2º  | Hernani Rugby Club          | 3   | 2 | 0 | 1 | 56 | 25  | 7   |  |  |  |  |  |  |  |  |  |  |
| 3º  | Valencia Rugby Club         | 3   | 1 | 0 | 2 | 70 | 23  | 5   |  |  |  |  |  |  |  |  |  |  |
| 4º  | Club Amigos del Rugby (CAR) | 3   | 0 | 0 | 3 | 6  | 127 | 3   |  |  |  |  |  |  |  |  |  |  |

| Trophee championnat Espagnol Rugby |
| Campeón                            |
| CAU Madrid Rugby Club              |
| (2º título)                        |

### XLVIIº Campeonato de España (Copa de S.M. el Rey)
La Copa de 1980 tuvo un cuadro un tanto especial. Los campeones de cada grupo de 1ª división (Hernani, CAU, Valencia y CAR) entraban directamente en cuartos de final, los subcampeones (Atlético, Arquitectura, Samboyana y Uniº Granada) entraban en octavos de final. Así en dieciseisavos solo se disputaban 4 partidos entre los terceros de cada grupo (Irún, Cisneros, Cornellá y Sevilla), los cuartos (CDU y FC Barcelona) y quintos (Canoe y G.E.iE.G.) de los grupos de Centro y Levante. Como Sevilla decidió retirarse, se clasificó también al Lourdes que ocupó su puesto. La eliminatoria fue a un solo partido y pasaron 3 equipos del Centro (Cisneros, CDU y Canoe) y el FC Barcelona de Levante.

En octavos de final, con los subcampeones en liza, la eliminatoria fue a dos partidos y se dio el mismo resultado que en la eliminatoria anterior, pasaron 3 equipos del grupo Centro (Cisneros, Canoe y Arquitectura) y el FC Barcelona. El enfrentamiento más ajustado fue el de estos últimos con el Atlético San Sebastián, aunque el Barça fue capaz de ganar ambos partidos por corto margen. Lo contrario fue la eliminatoria entre Canoe y Granada en la que los madrileños endosaron 156 puntos a los andaluces entre los dos partidos.

En cuartos de final el cuadro ya estaba completo con la entrada de los campeones de grupo, pero el dominio de los equipos madrileños continuó de todos modos. El CAR-Sevilla manifestó una vez más la debilidad del grupo Sur con su eliminación por el Arquitectura con un global de 80-0. El Valencia que había perdido el subcampeonato de liga con Hernani, se vengó eliminando a los vascos. CAU que eliminó al Cisneros y Canoe que venció al FC Barcelona formarían la otra semifinal.

Las semifinales dieron como resultado un enfrentamiento que se estaba haciendo clásico ya que repetía las finales de 1976 y 1978: Arquitectura frente a CAU, con reparto de victorias hasta el momento. En la final la Escuela no dio opción al campeón de liga y se llevó su segunda copa por un claro 19-0

#### Cuadro de Competición
|  | Dieciseisavos de final   | Dieciseisavos de final | Dieciseisavos de final      |                        |    | Octavos de final       | Octavos de final       | Octavos de final       |                        |   | Cuartos de final         | Cuartos de final         | Cuartos de final         |    |  | Semifinales                  | Semifinales                  | Semifinales                  |  |  | Final              | Final              |  |
|  | 24 de febrero de 1980    | 24 de febrero de 1980  | 24 de febrero de 1980       |                        |    | 2 y 9 de marzo de 1980 | 2 y 9 de marzo de 1980 | 2 y 9 de marzo de 1980 |                        |   | 15 y 22 de marzo de 1980 | 15 y 22 de marzo de 1980 | 15 y 22 de marzo de 1980 |    |  | 13 abril y 4 de mayo de 1980 | 13 abril y 4 de mayo de 1980 | 13 abril y 4 de mayo de 1980 |  |  | 18 de mayo de 1980 | 18 de mayo de 1980 |  |
|  |                          |                        |                             |                        |    |                        |                        |                        |                        |   |                          |                          |                          |    |  |                              |                              |                              |  |  |                    |                    |  |
|  |                          |                        |                             |                        |    |                        |                        |                        |                        |   |                          |                          |                          |    |  |                              |                              |                              |  |  |                    |                    |  |
|  | Colegio Mayor Cisneros   | 24                     |                             |                        |    |                        |                        |                        |                        |   |                          |                          |                          |    |  |                              |                              |                              |  |  |                    |                    |  |
|  | Colegio Mayor Cisneros   | 24                     |                             |                        |    |                        |                        |                        |                        |   |                          |                          |                          |    |  |                              |                              |                              |  |  |                    |                    |  |
|  | Rugby Club Irún          | 3                      |                             |                        |    |                        |                        |                        |                        |   |                          |                          |                          |    |  |                              |                              |                              |  |  |                    |                    |  |
|  | Rugby Club Irún          | 3                      |                             | Colegio Mayor Cisneros | 42 | 6                      |                        |                        |                        |   |                          |                          |                          |    |  |                              |                              |                              |  |  |                    |                    |  |
|  |                          |                        |                             | Colegio Mayor Cisneros | 42 | 6                      |                        |                        |                        |   |                          |                          |                          |    |  |                              |                              |                              |  |  |                    |                    |  |
|  |                          |                        | CDU Valladolid              | 14                     | 0  |                        |                        |                        |                        |   |                          |                          |                          |    |  |                              |                              |                              |  |  |                    |                    |  |
|  | CDU Valladolid           | 26                     | CDU Valladolid              | 14                     | 0  |                        |                        |                        |                        |   |                          |                          |                          |    |  |                              |                              |                              |  |  |                    |                    |  |
|  | CDU Valladolid           | 26                     |                             |                        |    |                        |                        |                        |                        |   |                          |                          |                          |    |  |                              |                              |                              |  |  |                    |                    |  |
|  | G.E.i.E.G.-Gerona        | 12                     |                             |                        |    |                        |                        |                        |                        |   |                          |                          |                          |    |  |                              |                              |                              |  |  |                    |                    |  |
|  | G.E.i.E.G.-Gerona        | 12                     |                             |                        |    |                        |                        |                        | Colegio Mayor Cisneros | 7 | 3                        |                          |                          |    |  |                              |                              |                              |  |  |                    |                    |  |
|  |                          |                        |                             |                        |    |                        |                        |                        | Colegio Mayor Cisneros | 7 | 3                        |                          |                          |    |  |                              |                              |                              |  |  |                    |                    |  |
|  |                          |                        | CAU Madrid RC               | 14                     | 12 |                        |                        |                        |                        |   |                          |                          |                          |    |  |                              |                              |                              |  |  |                    |                    |  |
|  |                          |                        | CAU Madrid RC               | 14                     | 12 |                        |                        |                        |                        |   |                          |                          |                          |    |  |                              |                              |                              |  |  |                    |                    |  |
|  |                          |                        |                             |                        |    |                        |                        |                        |                        |   |                          |                          |                          |    |  |                              |                              |                              |  |  |                    |                    |  |
|  |                          |                        |                             |                        |    |                        |                        |                        |                        |   |                          |                          |                          |    |  |                              |                              |                              |  |  |                    |                    |  |
|  |                          | CAU Madrid RC          |                             |                        |    |                        |                        |                        |                        |   |                          |                          |                          |    |  |                              |                              |                              |  |  |                    |                    |  |
|  |                          |                        |                             |                        |    |                        |                        |                        |                        |   |                          |                          |                          |    |  |                              |                              |                              |  |  |                    |                    |  |
|  |                          |                        | Campeón Grupo Centro        |                        |    |                        |                        |                        |                        |   |                          |                          |                          |    |  |                              |                              |                              |  |  |                    |                    |  |
|  |                          |                        |                             |                        |    |                        |                        |                        |                        |   |                          |                          |                          |    |  |                              |                              |                              |  |  |                    |                    |  |
|  |                          |                        |                             |                        |    |                        |                        |                        |                        |   |                          |                          |                          |    |  |                              |                              |                              |  |  |                    |                    |  |
|  |                          |                        |                             |                        |    |                        |                        |                        |                        |   |                          |                          |                          |    |  |                              |                              |                              |  |  |                    |                    |  |
|  |                          |                        |                             |                        |    |                        |                        |                        |                        |   |                          | CAU Madrid RC            | 25                       | 17 |  |                              |                              |                              |  |  |                    |                    |  |
|  |                          |                        |                             |                        |    |                        |                        |                        |                        |   |                          |                          |                          | 17 |  |                              |                              |                              |  |  |                    |                    |  |
|  |                          |                        | Canoe Natación Club         | 12                     | 13 |                        |                        |                        |                        |   |                          |                          |                          |    |  |                              |                              |                              |  |  |                    |                    |  |
|  | Canoe Natación Club      | 18                     | Canoe Natación Club         | 12                     | 13 |                        |                        |                        |                        |   |                          |                          |                          |    |  |                              |                              |                              |  |  |                    |                    |  |
|  | Canoe Natación Club      | 18                     |                             |                        |    |                        |                        |                        |                        |   |                          |                          |                          |    |  |                              |                              |                              |  |  |                    |                    |  |
|  | Rugby Club Cornellà      | 9                      |                             |                        |    |                        |                        |                        |                        |   |                          |                          |                          |    |  |                              |                              |                              |  |  |                    |                    |  |
|  | Rugby Club Cornellà      | 9                      |                             | Canoe Natación Club    | 60 | 96                     |                        |                        |                        |   |                          |                          |                          |    |  |                              |                              |                              |  |  |                    |                    |  |
|  |                          |                        |                             | Canoe Natación Club    | 60 | 96                     |                        |                        |                        |   |                          |                          |                          |    |  |                              |                              |                              |  |  |                    |                    |  |
|  |                          |                        | CD Universitario de Granada | 6                      | 10 |                        |                        |                        |                        |   |                          |                          |                          |    |  |                              |                              |                              |  |  |                    |                    |  |
|  | Universitario de Granada |                        | CD Universitario de Granada | 6                      | 10 |                        |                        |                        |                        |   |                          |                          |                          |    |  |                              |                              |                              |  |  |                    |                    |  |
|  |                          |                        |                             |                        |    |                        |                        |                        |                        |   |                          |                          |                          |    |  |                              |                              |                              |  |  |                    |                    |  |
|  | Subcampeón Grupo Sur     |                        |                             |                        |    |                        |                        |                        |                        |   |                          |                          |                          |    |  |                              |                              |                              |  |  |                    |                    |  |
|  |                          |                        |                             |                        |    |                        | Canoe Natación Club    | 10                     | 25                     |   |                          |                          |                          |    |  |                              |                              |                              |  |  |                    |                    |  |
|  |                          |                        |                             |                        |    |                        |                        |                        | 25                     |   |                          |                          |                          |    |  |                              |                              |                              |  |  |                    |                    |  |
|  |                          |                        | Fútbol Club Barcelona       | 13                     | 13 |                        |                        |                        |                        |   |                          |                          |                          |    |  |                              |                              |                              |  |  |                    |                    |  |
|  | Club Deportivo Lourdes   | 4                      | Fútbol Club Barcelona       | 13                     | 13 |                        |                        |                        |                        |   |                          |                          |                          |    |  |                              |                              |                              |  |  |                    |                    |  |
|  | Club Deportivo Lourdes   | 4                      |                             |                        |    |                        |                        |                        |                        |   |                          |                          |                          |    |  |                              |                              |                              |  |  |                    |                    |  |
|  | Fútbol Club Barcelona    | 18                     |                             |                        |    |                        |                        |                        |                        |   |                          |                          |                          |    |  |                              |                              |                              |  |  |                    |                    |  |
|  | Fútbol Club Barcelona    | 18                     |                             | Fútbol Club Barcelona  | 9  | 7                      |                        |                        |                        |   |                          |                          |                          |    |  |                              |                              |                              |  |  |                    |                    |  |
|  |                          |                        |                             | Fútbol Club Barcelona  | 9  | 7                      |                        |                        |                        |   |                          |                          |                          |    |  |                              |                              |                              |  |  |                    |                    |  |
|  |                          |                        | Club Atlético San Sebastián | 0                      | 4  |                        |                        |                        |                        |   |                          |                          |                          |    |  |                              |                              |                              |  |  |                    |                    |  |
|  | Atlético San Sebastián   |                        | Club Atlético San Sebastián | 0                      | 4  |                        |                        |                        |                        |   |                          |                          |                          |    |  |                              |                              |                              |  |  |                    |                    |  |
|  |                          |                        |                             |                        |    |                        |                        |                        |                        |   |                          |                          |                          |    |  |                              |                              |                              |  |  |                    |                    |  |
|  | Subcampeón Grupo Norte   |                        |                             |                        |    |                        |                        |                        |                        |   |                          |                          |                          |    |  |                              |                              |                              |  |  |                    |                    |  |
|  |                          |                        |                             |                        |    |                        |                        |                        |                        |   |                          |                          |                          |    |  |                              | CAU Madrid RC                | 0                            |  |  |                    |                    |  |
|  |                          |                        |                             |                        |    |                        |                        |                        |                        |   |                          |                          |                          |    |  |                              |                              |                              |  |  |                    |                    |  |
|  |                          |                        | CD Arquitectura Madrid      | 19                     |    |                        |                        |                        |                        |   |                          |                          |                          |    |  |                              |                              |                              |  |  |                    |                    |  |
|  | CD Arquitectura Madrid   |                        | CD Arquitectura Madrid      | 19                     |    |                        |                        |                        |                        |   |                          |                          |                          |    |  |                              |                              |                              |  |  |                    |                    |  |
|  |                          |                        |                             |                        |    |                        |                        |                        |                        |   |                          |                          |                          |    |  |                              |                              |                              |  |  |                    |                    |  |
|  | Subcampeón Grupo Centro  |                        |                             |                        |    |                        |                        |                        |                        |   |                          |                          |                          |    |  |                              |                              |                              |  |  |                    |                    |  |
|  |                          | CD Arquitectura Madrid | 20                          | 28                     |    |                        |                        |                        |                        |   |                          |                          |                          |    |  |                              |                              |                              |  |  |                    |                    |  |
|  |                          |                        |                             | 28                     |    |                        |                        |                        |                        |   |                          |                          |                          |    |  |                              |                              |                              |  |  |                    |                    |  |
|  |                          |                        | U.D. Samboyana              | 3                      | 11 |                        |                        |                        |                        |   |                          |                          |                          |    |  |                              |                              |                              |  |  |                    |                    |  |
|  | U.D. Samboyana           |                        | U.D. Samboyana              | 3                      | 11 |                        |                        |                        |                        |   |                          |                          |                          |    |  |                              |                              |                              |  |  |                    |                    |  |
|  |                          |                        |                             |                        |    |                        |                        |                        |                        |   |                          |                          |                          |    |  |                              |                              |                              |  |  |                    |                    |  |
|  | Subcampeón Grupo Levante |                        |                             |                        |    |                        |                        |                        |                        |   |                          |                          |                          |    |  |                              |                              |                              |  |  |                    |                    |  |
|  |                          |                        |                             |                        |    |                        | CD Arquitectura Madrid | 19                     | 61                     |   |                          |                          |                          |    |  |                              |                              |                              |  |  |                    |                    |  |
|  |                          |                        |                             |                        |    |                        |                        |                        | 61                     |   |                          |                          |                          |    |  |                              |                              |                              |  |  |                    |                    |  |
|  |                          |                        | CAR-Sevilla                 | 0                      | 0  |                        |                        |                        |                        |   |                          |                          |                          |    |  |                              |                              |                              |  |  |                    |                    |  |
|  |                          |                        | CAR-Sevilla                 | 0                      | 0  |                        |                        |                        |                        |   |                          |                          |                          |    |  |                              |                              |                              |  |  |                    |                    |  |
|  |                          |                        |                             |                        |    |                        |                        |                        |                        |   |                          |                          |                          |    |  |                              |                              |                              |  |  |                    |                    |  |
|  |                          |                        |                             |                        |    |                        |                        |                        |                        |   |                          |                          |                          |    |  |                              |                              |                              |  |  |                    |                    |  |
|  |                          | CAR-Sevilla            |                             |                        |    |                        |                        |                        |                        |   |                          |                          |                          |    |  |                              |                              |                              |  |  |                    |                    |  |
|  |                          |                        |                             |                        |    |                        |                        |                        |                        |   |                          |                          |                          |    |  |                              |                              |                              |  |  |                    |                    |  |
|  |                          |                        | Campeón Grupo Sur           |                        |    |                        |                        |                        |                        |   |                          |                          |                          |    |  |                              |                              |                              |  |  |                    |                    |  |
|  |                          |                        |                             |                        |    |                        |                        |                        |                        |   |                          |                          |                          |    |  |                              |                              |                              |  |  |                    |                    |  |
|  |                          |                        |                             |                        |    |                        |                        |                        |                        |   |                          |                          |                          |    |  |                              |                              |                              |  |  |                    |                    |  |
|  |                          |                        |                             |                        |    |                        |                        |                        |                        |   |                          |                          |                          |    |  |                              |                              |                              |  |  |                    |                    |  |
|  |                          |                        |                             |                        |    |                        |                        |                        |                        |   |                          | CD Arquitectura Madrid   | 16                       | 17 |  |                              |                              |                              |  |  |                    |                    |  |
|  |                          |                        |                             |                        |    |                        |                        |                        |                        |   |                          |                          |                          | 17 |  |                              |                              |                              |  |  |                    |                    |  |
|  |                          |                        | Valencia Rugby Club         | 9                      | 13 |                        |                        |                        |                        |   |                          |                          |                          |    |  |                              |                              |                              |  |  |                    |                    |  |
|  |                          |                        | Valencia Rugby Club         | 9                      | 13 |                        |                        |                        |                        |   |                          |                          |                          |    |  |                              |                              |                              |  |  |                    |                    |  |
|  |                          |                        |                             |                        |    |                        |                        |                        |                        |   |                          |                          |                          |    |  |                              |                              |                              |  |  |                    |                    |  |
|  |                          |                        |                             |                        |    |                        |                        |                        |                        |   |                          |                          |                          |    |  |                              |                              |                              |  |  |                    |                    |  |
|  |                          | Valencia Rugby Club    |                             |                        |    |                        |                        |                        |                        |   |                          |                          |                          |    |  |                              |                              |                              |  |  |                    |                    |  |
|  |                          |                        |                             |                        |    |                        |                        |                        |                        |   |                          |                          |                          |    |  |                              |                              |                              |  |  |                    |                    |  |
|  |                          |                        | Campeón Grupo Levante       |                        |    |                        |                        |                        |                        |   |                          |                          |                          |    |  |                              |                              |                              |  |  |                    |                    |  |
|  |                          |                        |                             |                        |    |                        |                        |                        |                        |   |                          |                          |                          |    |  |                              |                              |                              |  |  |                    |                    |  |
|  |                          |                        |                             |                        |    |                        |                        |                        |                        |   |                          |                          |                          |    |  |                              |                              |                              |  |  |                    |                    |  |
|  |                          |                        |                             |                        |    |                        |                        |                        |                        |   |                          |                          |                          |    |  |                              |                              |                              |  |  |                    |                    |  |
|  |                          |                        |                             |                        |    |                        | Valencia Rugby Club    | 34                     | 14                     |   |                          |                          |                          |    |  |                              |                              |                              |  |  |                    |                    |  |
|  |                          |                        |                             |                        |    |                        |                        |                        | 14                     |   |                          |                          |                          |    |  |                              |                              |                              |  |  |                    |                    |  |
|  |                          |                        | Hernani Club de Rugby       | 10                     | 10 |                        |                        |                        |                        |   |                          |                          |                          |    |  |                              |                              |                              |  |  |                    |                    |  |
|  |                          |                        | Hernani Club de Rugby       | 10                     | 10 |                        |                        |                        |                        |   |                          |                          |                          |    |  |                              |                              |                              |  |  |                    |                    |  |
|  |                          |                        |                             |                        |    |                        |                        |                        |                        |   |                          |                          |                          |    |  |                              |                              |                              |  |  |                    |                    |  |
|  |                          |                        |                             |                        |    |                        |                        |                        |                        |   |                          |                          |                          |    |  |                              |                              |                              |  |  |                    |                    |  |
|  |                          | Hernani Club de Rugby  |                             |                        |    |                        |                        |                        |                        |   |                          |                          |                          |    |  |                              |                              |                              |  |  |                    |                    |  |
|  |                          |                        |                             |                        |    |                        |                        |                        |                        |   |                          |                          |                          |    |  |                              |                              |                              |  |  |                    |                    |  |
|  |                          |                        | Campeón Grupo Norte         |                        |    |                        |                        |                        |                        |   |                          |                          |                          |    |  |                              |                              |                              |  |  |                    |                    |  |
|  |                          |                        |                             |                        |    |                        |                        |                        |                        |   |                          |                          |                          |    |  |                              |                              |                              |  |  |                    |                    |  |
|  |                          |                        |                             |                        |    |                        |                        |                        |                        |   |                          |                          |                          |    |  |                              |                              |                              |  |  |                    |                    |  |
|  |                          |                        |                             |                        |    |                        |                        |                        |                        |   |                          |                          |                          |    |  |                              |                              |                              |  |  |                    |                    |  |
|  |                          |                        |                             |                        |    |                        |                        |                        |                        |   |                          |                          |                          |    |  |                              |                              |                              |  |  |                    |                    |  |
|  |                          |                        |                             |                        |    |                        |                        |                        |                        |   |                          |                          |                          |    |  |                              |                              |                              |  |  |                    |                    |  |

| Copa_del_Rey_(rugby_union)     |
| Campeón CD Arquitectura Madrid |
| 2º título                      |

### IXº Campeonato Nacional de Liga 2ª División
Como la temporada anterior no se declaró oficialmente ningún campeón en la categoría.

Grupo Norte: Del Grupo II saldrán los dos equipos (Getxo y Mondragón) que ocuparán los puestos dejados por los dos equipos que descienden de 1ª división: Ordizia que irá al Grupo III e Independiente que irá al Grupo VI. A regional descenderán Atlético B y Medicina (que se fusiona con Ingenieros formando el Universitario de Bilbao). El Grupo VI se reestructurará haciendo una fase inicial de clasificación por lo que en principio no habría descensos a regional, exceptuando el Independiente B que desciende, al bajar a su vez el primer equipo a 2ª. 

Grupo Centro: Del grupo III, Arquitectura B no puede ascender y tampoco el Acantos (club satélite de Arquitectura) por lo que el 2º, Teca y el 4º, Liceo Francés  juegan la fase de ascenso contra 1º y 2º del grupo VII, San José y El Salvador. En el grupo III descienden los dos últimos, mientras en el Grupo VII al tener solo 6 equipos permanecen todos.

Grupo Levante: En el Grupo I, Veterinaria renuncia al ascenso y tampoco la Samboyana B puede ascender. Así el 2º clasificado, Pueblo Nuevo y el 4º, BUC juegan el ascenso contra 1º y 2º del Grupo IV, San Roque y Les Abelles. En el grupo I habrá descensos, Badalona y XV Catalán, mientras el grupo IV se reestructurará creando también el grupo VIII, con equipos de las provincias de Alicante y Murcia, que hasta el momento estaban en la federación de Valencia.

Grupo Sur: El Atlético Portuense permanecerá en 1ª y por lo tanto solo desciende el Universitario de Córdoba. El grupo V se reestructurará con una fase inicial en 1980 y se incorporarán clubes de Extremadura

#### Ascenso a 1º División Nacional
| Fecha                         | Ciudad     | Local                  | Resultado | Visitante              |
| ----------------------------- | ---------- | ---------------------- | --------- | ---------------------- |
| Grupo Centro                  |            |                        |           |                        |
| 4 de mayo de 1980             | Madrid     | Liceo Francés          | 16-6      | CD San José Valladolid |
| 11 de mayo de 1980            | Valladolid | CD San José Valladolid | 8-4       | Liceo Francés          |
| Clasificado: Liceo Francés    |            |                        |           |                        |
| 18 de mayo de 1980            | Madrid     | Teca R.C.              | 76-4      | El Salvador            |
| 25 de mayo de 1980            | Valladolid | El Salvador            | 0-6       | Teca R.C.              |
| Clasificado: Teca R.C.        |            |                        |           |                        |
|                               |            |                        |           |                        |
| Grupo Levante                 |            |                        |           |                        |
| 11 de mayo de 1980            | Barcelona  | C.N. Pueblo Nuevo      | 6-10      | C.P. Les Abelles       |
| 18 de mayo de 1980            | Valencia   | C.P. Les Abelles       | 17-16     | C.N. Pueblo Nuevo      |
| Clasificado: C.P. Les Abelles |            |                        |           |                        |
|                               |            |                        |           |                        |
| 18 de mayo de 1980            | Barcelona  | B.U.C.                 | 11-6      | C.R. San Roque         |
| 25 de mayo de 1980            | Valencia   | C.R. San Roque         | 6-6       | B.U.C.                 |
| Clasificado: B.U.C.           |            |                        |           |                        |

|                        | Norte                              | Centro                      | Levante                    | Sur                      |
| ---------------------- | ---------------------------------- | --------------------------- | -------------------------- | ------------------------ |
| Ascienden a 1ª:        | Getxo Rugby Taldea                 | Teca Rugby Club             | Barcelona Unión Club (BUC) |                          |
|                        | J.D. Mondragón                     | Liceo Francés               | C.P. Les Abelles           |                          |
|                        |                                    |                             |                            |                          |
| Descienden a 2ª:       | Ordizia Rugby Elkartea             | Olímpico Rugby Club         | Tatami Rugby Club          | Universitario de Córdoba |
|                        | Independiente Rugby Club           | Club de Rugby Karmen        | Club Natación Barcelona    |                          |
|                        |                                    |                             |                            |                          |
| Descienden a Regional: | Club Atlético San Sebastián B G.II | CEU-San Pablo G.III         | Rugby Club Badalona G.I    |                          |
|                        | Club Medicina Bilbao G.II          | Canoe Natación Club B G.III | XV Catalán G.I             |                          |
|                        | Independiente Rugby Club B G.VI    |                             |                            |                          |

### XXIVº Campeonato de España 2ª Categoría (Copa F.E.R)
La Copa FER es oficialmente el Campeonato de España de 2ª categoría y por ello se puede considerar como la fase final de la liga de 2ª División. Para el torneo se clasifican los dos primeros de cada grupo de 2ª lo que da un resultado de 14 equipos y se completa con los terceros de los grupos más fuertes, el Grupo I de Cataluña y el Grupo III de Madrid. Precisamente los clubes de estos grupos son los favoritos para la victoria, contando tal vez también con el Grupo II (País Vasco) y Grupo VII (Castilla).

Sin contradecir los pronósticos tres de los semifinalistas fueron del grupo III (Teca, Acantos, Arquitectura) y el cuarto del grupo VII (El Salvador). Con la eliminación de los Vallisoletanos quedó otra final madrileña entre Teca y Arquitectura B. Los amarillos se impusieron por 22-10 a los blancos, finalizando una buena temporada del Teca, con su primer título a nivel nacional y con su vuelta a la 1ª división.

#### Cuadro Competición
|  | Octavos de final           | Octavos de final   | Octavos de final       |                    |    | Cuartos de final         | Cuartos de final         | Cuartos de final         |                        |    | Semifinales              | Semifinales              | Semifinales              |                 |    | Final             | Final             |  |
|  | 9 de marzo de 1980         | 9 de marzo de 1980 | 9 de marzo de 1980     |                    |    | 16 y 23 de marzo de 1980 | 16 y 23 de marzo de 1980 | 16 y 23 de marzo de 1980 |                        |    | 13 y 20 de abril de 1980 | 13 y 20 de abril de 1980 | 13 y 20 de abril de 1980 |                 |    | 4 de mayo de 1980 | 4 de mayo de 1980 |  |
|  |                            |                    |                        |                    |    |                          |                          |                          |                        |    |                          |                          |                          |                 |    |                   |                   |  |
|  |                            |                    |                        |                    |    |                          |                          |                          |                        |    |                          |                          |                          |                 |    |                   |                   |  |
|  | Gaztedi Rugby Taldea       | 4                  |                        |                    |    |                          |                          |                          |                        |    |                          |                          |                          |                 |    |                   |                   |  |
|  | Gaztedi Rugby Taldea       | 4                  |                        |                    |    |                          |                          |                          |                        |    |                          |                          |                          |                 |    |                   |                   |  |
|  | CAU Oviedo                 | 10                 |                        |                    |    |                          |                          |                          |                        |    |                          |                          |                          |                 |    |                   |                   |  |
|  | CAU Oviedo                 | 10                 |                        | CAU Oviedo         | 3  | 7                        |                          |                          |                        |    |                          |                          |                          |                 |    |                   |                   |  |
|  |                            |                    |                        | CAU Oviedo         | 3  | 7                        |                          |                          |                        |    |                          |                          |                          |                 |    |                   |                   |  |
|  |                            |                    | Club Deportivo Acantos | 11                 | 17 |                          |                          |                          |                        |    |                          |                          |                          |                 |    |                   |                   |  |
|  | Club Deportivo Acantos     | 65                 | Club Deportivo Acantos | 11                 | 17 |                          |                          |                          |                        |    |                          |                          |                          |                 |    |                   |                   |  |
|  | Club Deportivo Acantos     | 65                 |                        |                    |    |                          |                          |                          |                        |    |                          |                          |                          |                 |    |                   |                   |  |
|  | CAR-Sevilla                | 3                  |                        |                    |    |                          |                          |                          |                        |    |                          |                          |                          |                 |    |                   |                   |  |
|  | CAR-Sevilla                | 3                  |                        |                    |    |                          |                          |                          | Club Deportivo Acantos | 21 | 13                       |                          |                          |                 |    |                   |                   |  |
|  |                            |                    |                        |                    |    |                          |                          |                          | Club Deportivo Acantos | 21 | 13                       |                          |                          |                 |    |                   |                   |  |
|  |                            |                    | Teca Rugby Club        | 22                 | 35 |                          |                          |                          |                        |    |                          |                          |                          |                 |    |                   |                   |  |
|  | C.P. Les Abelles           | 16                 | Teca Rugby Club        | 22                 | 35 |                          |                          |                          |                        |    |                          |                          |                          |                 |    |                   |                   |  |
|  | C.P. Les Abelles           | 16                 |                        |                    |    |                          |                          |                          |                        |    |                          |                          |                          |                 |    |                   |                   |  |
|  | Club Natación Pueblo Nuevo | 4                  |                        |                    |    |                          |                          |                          |                        |    |                          |                          |                          |                 |    |                   |                   |  |
|  | Club Natación Pueblo Nuevo | 4                  |                        | C.P. Les Abelles   | 13 | 8                        |                          |                          |                        |    |                          |                          |                          |                 |    |                   |                   |  |
|  |                            |                    |                        | C.P. Les Abelles   | 13 | 8                        |                          |                          |                        |    |                          |                          |                          |                 |    |                   |                   |  |
|  |                            |                    | Teca Rugby Club        | 20                 | 14 |                          |                          |                          |                        |    |                          |                          |                          |                 |    |                   |                   |  |
|  | C.E. y E. Sevilla          | 10                 | Teca Rugby Club        | 20                 | 14 |                          |                          |                          |                        |    |                          |                          |                          |                 |    |                   |                   |  |
|  | C.E. y E. Sevilla          | 10                 |                        |                    |    |                          |                          |                          |                        |    |                          |                          |                          |                 |    |                   |                   |  |
|  | Teca Rugby Club            | 38                 |                        |                    |    |                          |                          |                          |                        |    |                          |                          |                          |                 |    |                   |                   |  |
|  | Teca Rugby Club            | 38                 |                        |                    |    |                          |                          |                          |                        |    |                          |                          |                          | Teca Rugby Club | 22 |                   |                   |  |
|  |                            |                    |                        |                    |    |                          |                          |                          |                        |    |                          |                          |                          | Teca Rugby Club | 22 |                   |                   |  |
|  |                            |                    | C.D. Arquitectura B    | 10                 |    |                          |                          |                          |                        |    |                          |                          |                          |                 |    |                   |                   |  |
|  | Real Sporting de Gijón     | 3                  | C.D. Arquitectura B    | 10                 |    |                          |                          |                          |                        |    |                          |                          |                          |                 |    |                   |                   |  |
|  | Real Sporting de Gijón     | 3                  |                        |                    |    |                          |                          |                          |                        |    |                          |                          |                          |                 |    |                   |                   |  |
|  | Getxo Rugby Taldea         | 14                 |                        |                    |    |                          |                          |                          |                        |    |                          |                          |                          |                 |    |                   |                   |  |
|  | Getxo Rugby Taldea         | 14                 |                        | Getxo Rugby Taldea | 9  | 4                        |                          |                          |                        |    |                          |                          |                          |                 |    |                   |                   |  |
|  |                            |                    |                        | Getxo Rugby Taldea | 9  | 4                        |                          |                          |                        |    |                          |                          |                          |                 |    |                   |                   |  |
|  |                            |                    | C.D. Arquitectura B    | 28                 | 14 |                          |                          |                          |                        |    |                          |                          |                          |                 |    |                   |                   |  |
|  | San José Valladolid        | 10                 | C.D. Arquitectura B    | 28                 | 14 |                          |                          |                          |                        |    |                          |                          |                          |                 |    |                   |                   |  |
|  | San José Valladolid        | 10                 |                        |                    |    |                          |                          |                          |                        |    |                          |                          |                          |                 |    |                   |                   |  |
|  | C.D. Arquitectura B        | 19                 |                        |                    |    |                          |                          |                          |                        |    |                          |                          |                          |                 |    |                   |                   |  |
|  | C.D. Arquitectura B        | 19                 |                        |                    |    |                          |                          |                          | C.D. Arquitectura B    | 16 | 3                        |                          |                          |                 |    |                   |                   |  |
|  |                            |                    |                        |                    |    |                          |                          |                          | C.D. Arquitectura B    | 16 | 3                        |                          |                          |                 |    |                   |                   |  |
|  |                            |                    | El Salvador            | 0                  | 19 |                          |                          |                          |                        |    |                          |                          |                          |                 |    |                   |                   |  |
|  | El Salvador                | 16                 | El Salvador            | 0                  | 19 |                          |                          |                          |                        |    |                          |                          |                          |                 |    |                   |                   |  |
|  | El Salvador                | 16                 |                        |                    |    |                          |                          |                          |                        |    |                          |                          |                          |                 |    |                   |                   |  |
|  | Veterinaria Zaragoza       | 4                  |                        |                    |    |                          |                          |                          |                        |    |                          |                          |                          |                 |    |                   |                   |  |
|  | Veterinaria Zaragoza       | 4                  |                        | El Salvador        | 11 | 10                       |                          |                          |                        |    |                          |                          |                          |                 |    |                   |                   |  |
|  |                            |                    |                        | El Salvador        | 11 | 10                       |                          |                          |                        |    |                          |                          |                          |                 |    |                   |                   |  |
|  |                            |                    | C.R. San Roque         | 4                  | 10 |                          |                          |                          |                        |    |                          |                          |                          |                 |    |                   |                   |  |
|  | C.R. San Roque             | 20                 | C.R. San Roque         | 4                  | 10 |                          |                          |                          |                        |    |                          |                          |                          |                 |    |                   |                   |  |
|  | C.R. San Roque             | 20                 |                        |                    |    |                          |                          |                          |                        |    |                          |                          |                          |                 |    |                   |                   |  |
|  | U.E. Samboyana             | 10                 |                        |                    |    |                          |                          |                          |                        |    |                          |                          |                          |                 |    |                   |                   |  |
|  | U.E. Samboyana             | 10                 |                        |                    |    |                          |                          |                          |                        |    |                          |                          |                          |                 |    |                   |                   |  |
|  |                            |                    |                        |                    |    |                          |                          |                          |                        |    |                          |                          |                          |                 |    |                   |                   |  |

| Campeón Teca Rugby Club |
| 1er título              |

### XVIIº Campeonato de España Juvenil
Desde 1974 los equipos madrileños habían ganado todos los campeonatos y de nuevo eran favoritos para obtener el trofeo. Estaban clasificados el campeón y subcampeón de 1979, Filo y Arquitectura, a los que acompañaba el campeón madrileño, Olímpico. La misma representación que el año anterior. Vascos (Getxo, Ordizia y Bilbao) y catalanes (Samboyana, BUC y Bellvitge) parecían los únicos capaces de enfrentarse a ellos. Siguiendo los pronósticos de esos 9 equipos solo cayeron el campeón del años anterior, Filosofía, ante la Samboyana y el Bellvitge que fue eliminado por Ordizia.

En cuartos de final solo el U. Laboral de Gijón estaba fuera del guion, pero el Olímpico con un global de 170-6 le dejó fuera. También fue muy abultado el 110-14 con el que el campeón guipuzcoano eliminó al Getxo. El Bilbao consiguió derrotar a Sant Boi en la ida por 4-3, pero en la vuelta los catalanes vencieron contundentemente por 49-0. Arquitectura eliminó al BUC con más esfuerzo, pero con sendas victorias en ambos partidos.

La semifinal entre Olímpico y Samboyana se resolvió en el partido de ida con un 50-10 para los madrileños. Aunque los catalanes vencieron en la vuelta por 10-4, los 40 puntos de ventaja eran muy difíciles de levantar. Arquitectura derrotó a domicilio a los de Ordizia y parecía la eliminatoria resuelta, pero a la vuelta los vascos casi dieron la sorpresa y aunque ganaron por 13-17 se quedaron a 4 puntos de pasar a la final.

Una final prevista pero no menos interesante entre dos de las mejores escuelas de rugby de la capital. El campeón de Madrid, Olímpico, se impuso también en el campeonato de España por 22-12, en una gran demostración de juego a la mano de ambos equipos.

#### Cuadro Competición
|  | Octavos de final            | Octavos de final    | Octavos de final           |                        |    | Cuartos de final         | Cuartos de final         | Cuartos de final         |                        |    | Semifinales            | Semifinales            | Semifinales            |                       |    | Final              | Final              |  |
|  | 16 de marzo de 1980         | 16 de marzo de 1980 | 16 de marzo de 1980        |                        |    | 16 y 23 de abril de 1980 | 16 y 23 de abril de 1980 | 16 y 23 de abril de 1980 |                        |    | 2 y 14 de mayo de 1980 | 2 y 14 de mayo de 1980 | 2 y 14 de mayo de 1980 |                       |    | 21 de mayo de 1980 | 21 de mayo de 1980 |  |
|  |                             |                     |                            |                        |    |                          |                          |                          |                        |    |                        |                        |                        |                       |    |                    |                    |  |
|  |                             |                     |                            |                        |    |                          |                          |                          |                        |    |                        |                        |                        |                       |    |                    |                    |  |
|  | León Rugby Club             | 0                   | np                         |                        |    |                          |                          |                          |                        |    |                        |                        |                        |                       |    |                    |                    |  |
|  | León Rugby Club             | 0                   | np                         |                        |    |                          |                          |                          |                        |    |                        |                        |                        |                       |    |                    |                    |  |
|  | Univ. Laboral de Gijón      | 6                   |                            |                        |    |                          |                          |                          |                        |    |                        |                        |                        |                       |    |                    |                    |  |
|  | Univ. Laboral de Gijón      | 6                   |                            | Univ. Laboral de Gijón | 0  | 6                        |                          |                          |                        |    |                        |                        |                        |                       |    |                    |                    |  |
|  |                             |                     |                            | Univ. Laboral de Gijón | 0  | 6                        |                          |                          |                        |    |                        |                        |                        |                       |    |                    |                    |  |
|  |                             |                     | Olímpico Pozuelo R.C.      | 100                    | 70 |                          |                          |                          |                        |    |                        |                        |                        |                       |    |                    |                    |  |
|  | Sevilla Club de Futbol      | 4                   | Olímpico Pozuelo R.C.      | 100                    | 70 |                          |                          |                          |                        |    |                        |                        |                        |                       |    |                    |                    |  |
|  | Sevilla Club de Futbol      | 4                   |                            |                        |    |                          |                          |                          |                        |    |                        |                        |                        |                       |    |                    |                    |  |
|  | Olímpico Pozuelo R.C.       | 31                  |                            |                        |    |                          |                          |                          |                        |    |                        |                        |                        |                       |    |                    |                    |  |
|  | Olímpico Pozuelo R.C.       | 31                  |                            |                        |    |                          |                          |                          | Olímpico Pozuelo R.C.  | 50 | 4                      |                        |                        |                       |    |                    |                    |  |
|  |                             |                     |                            |                        |    |                          |                          |                          | Olímpico Pozuelo R.C.  | 50 | 4                      |                        |                        |                       |    |                    |                    |  |
|  |                             |                     | UD Samboyana               | 10                     | 10 |                          |                          |                          |                        |    |                        |                        |                        |                       |    |                    |                    |  |
|  | Bilbao Rugby Club           | 12                  | UD Samboyana               | 10                     | 10 |                          |                          |                          |                        |    |                        |                        |                        |                       |    |                    |                    |  |
|  | Bilbao Rugby Club           | 12                  |                            |                        |    |                          |                          |                          |                        |    |                        |                        |                        |                       |    |                    |                    |  |
|  | Estudiantes Santander R.C.  | 0                   |                            |                        |    |                          |                          |                          |                        |    |                        |                        |                        |                       |    |                    |                    |  |
|  | Estudiantes Santander R.C.  | 0                   |                            | Bilbao Rugby Club      | 4  | 0                        |                          |                          |                        |    |                        |                        |                        |                       |    |                    |                    |  |
|  |                             |                     |                            | Bilbao Rugby Club      | 4  | 0                        |                          |                          |                        |    |                        |                        |                        |                       |    |                    |                    |  |
|  |                             |                     | UD Samboyana               | 3                      | 49 |                          |                          |                          |                        |    |                        |                        |                        |                       |    |                    |                    |  |
|  | UD Samboyana                | 10                  | UD Samboyana               | 3                      | 49 |                          |                          |                          |                        |    |                        |                        |                        |                       |    |                    |                    |  |
|  | UD Samboyana                | 10                  |                            |                        |    |                          |                          |                          |                        |    |                        |                        |                        |                       |    |                    |                    |  |
|  | C.D. Filosofía y Letras     | 3                   |                            |                        |    |                          |                          |                          |                        |    |                        |                        |                        |                       |    |                    |                    |  |
|  | C.D. Filosofía y Letras     | 3                   |                            |                        |    |                          |                          |                          |                        |    |                        |                        |                        | Olímpico Pozuelo R.C. | 22 |                    |                    |  |
|  |                             |                     |                            |                        |    |                          |                          |                          |                        |    |                        |                        |                        | Olímpico Pozuelo R.C. | 22 |                    |                    |  |
|  |                             |                     | CD Arquitectura            | 12                     |    |                          |                          |                          |                        |    |                        |                        |                        |                       |    |                    |                    |  |
|  | Unió Esportiva Bellvitge    | 7                   | CD Arquitectura            | 12                     |    |                          |                          |                          |                        |    |                        |                        |                        |                       |    |                    |                    |  |
|  | Unió Esportiva Bellvitge    | 7                   |                            |                        |    |                          |                          |                          |                        |    |                        |                        |                        |                       |    |                    |                    |  |
|  | Ordiziako Rugby Taldea      | 9                   |                            |                        |    |                          |                          |                          |                        |    |                        |                        |                        |                       |    |                    |                    |  |
|  | Ordiziako Rugby Taldea      | 9                   |                            | Ordiziako Rugby Taldea | 56 | 54                       |                          |                          |                        |    |                        |                        |                        |                       |    |                    |                    |  |
|  |                             |                     |                            | Ordiziako Rugby Taldea | 56 | 54                       |                          |                          |                        |    |                        |                        |                        |                       |    |                    |                    |  |
|  |                             |                     | Getxo Rugby Taldea         | 3                      | 11 |                          |                          |                          |                        |    |                        |                        |                        |                       |    |                    |                    |  |
|  | Getxo Rugby Taldea          | 14                  | Getxo Rugby Taldea         | 3                      | 11 |                          |                          |                          |                        |    |                        |                        |                        |                       |    |                    |                    |  |
|  | Getxo Rugby Taldea          | 14                  |                            |                        |    |                          |                          |                          |                        |    |                        |                        |                        |                       |    |                    |                    |  |
|  | CDU-Valladolid              | 4                   |                            |                        |    |                          |                          |                          |                        |    |                        |                        |                        |                       |    |                    |                    |  |
|  | CDU-Valladolid              | 4                   |                            |                        |    |                          |                          |                          | Ordiziako Rugby Taldea | 14 | 17                     |                        |                        |                       |    |                    |                    |  |
|  |                             |                     |                            |                        |    |                          |                          |                          | Ordiziako Rugby Taldea | 14 | 17                     |                        |                        |                       |    |                    |                    |  |
|  |                             |                     | CD Arquitectura            | 22                     | 13 |                          |                          |                          |                        |    |                        |                        |                        |                       |    |                    |                    |  |
|  | CD Universitario de Granada | 0                   | CD Arquitectura            | 22                     | 13 |                          |                          |                          |                        |    |                        |                        |                        |                       |    |                    |                    |  |
|  | CD Universitario de Granada | 0                   |                            |                        |    |                          |                          |                          |                        |    |                        |                        |                        |                       |    |                    |                    |  |
|  | CD Arquitectura             | 53                  |                            |                        |    |                          |                          |                          |                        |    |                        |                        |                        |                       |    |                    |                    |  |
|  | CD Arquitectura             | 53                  |                            | CD Arquitectura        | 26 | 15                       |                          |                          |                        |    |                        |                        |                        |                       |    |                    |                    |  |
|  |                             |                     |                            | CD Arquitectura        | 26 | 15                       |                          |                          |                        |    |                        |                        |                        |                       |    |                    |                    |  |
|  |                             |                     | Barcelona Unión Club (BUC) | 19                     | 9  |                          |                          |                          |                        |    |                        |                        |                        |                       |    |                    |                    |  |
|  | CAU Valencia Rugby          | 12                  | Barcelona Unión Club (BUC) | 19                     | 9  |                          |                          |                          |                        |    |                        |                        |                        |                       |    |                    |                    |  |
|  | CAU Valencia Rugby          | 12                  |                            |                        |    |                          |                          |                          |                        |    |                        |                        |                        |                       |    |                    |                    |  |
|  | BUC Barcelona               | 36                  |                            |                        |    |                          |                          |                          |                        |    |                        |                        |                        |                       |    |                    |                    |  |
|  | BUC Barcelona               | 36                  |                            |                        |    |                          |                          |                          |                        |    |                        |                        |                        |                       |    |                    |                    |  |
|  |                             |                     |                            |                        |    |                          |                          |                          |                        |    |                        |                        |                        |                       |    |                    |                    |  |

| Campeón Olímpico Pozuelo R.C. |
| 1er título                    |

### VIIº Campeonato de España Cadete
Por primera vez el torneo de cadetes tomaba el formato de los campeonatos mayores y los enfrentamientos se hacían con partidos completos en un cuadro de copa. Como los clasificados eran 19 se hizo un eliminatoria previa donde de seleccionaban los 16 equipos del cuadro final. Los favoritos eran los clubes de las ligas más fuertes de cadetes: Madrid, Cataluña y Valencia, con los equipos de Valladolid y el Seminario de Tarazona, club especialista en esta categoría. Los primeros que cayeron fueron el Cornellá a manos de Tarazona y los valencianos del San Roque por los catalanes del Bellvitge, todo dentro de lo previsto.

La primera y relativa sorpresa fue la eliminación de Tarazona por El Salvador en cuartos, así como la de los madrileños del CAU por el Getxo. Arquitectura eliminó no sin ciertos problemas al Sevilla y Bellvitge dejó fuera al Atlético San Sebastián. Así que madrileños y catalanes se enfrentarían en una competida semifinal, mientras vascos y castellanos lo harían en la otra. Ambas eliminatorias fueron muy competidas y de resultados ajustados, llegando a la final los pucelanos de El Salvador y los barceloneses de Bellvitge.

Más disputada fue la final, El Salvador se proclamó campeón cadete por tercera vez, la primera en este nuevo formato por tan solo un punto, 7-6. 
| Fase Previa         | Fase Previa                 | Fase Previa | Fase Previa             |
| Ciudad              | Local                       | Resultado   | Visitante               |
| ------------------- | --------------------------- | ----------- | ----------------------- |
| 16 de marzo de 1980 |                             |             |                         |
| Bilbao              | Club Atlético San Sebastián | 9-7         | Gaztedi Rugby Taldea    |
| Valencia            | Diego Porcelos Burgos       | 44-4        | Club de Rugby Cartagena |
| Murcia              | CD Universitario de Granada | 10-40       | C.E.U. Alicante         |

#### Cuadro Competición
|  | Octavos de final             | Octavos de final    | Octavos de final         |                             |    | Cuartos de final         | Cuartos de final         | Cuartos de final         |                 |    | Semifinales            | Semifinales            | Semifinales            |             |   | Final              | Final              |  |
|  | 23 de marzo de 1980          | 23 de marzo de 1980 | 23 de marzo de 1980      |                             |    | 16 y 23 de abril de 1980 | 16 y 23 de abril de 1980 | 16 y 23 de abril de 1980 |                 |    | 2 y 14 de mayo de 1980 | 2 y 14 de mayo de 1980 | 2 y 14 de mayo de 1980 |             |   | 21 de mayo de 1980 | 21 de mayo de 1980 |  |
|  |                              |                     |                          |                             |    |                          |                          |                          |                 |    |                        |                        |                        |             |   |                    |                    |  |
|  |                              |                     |                          |                             |    |                          |                          |                          |                 |    |                        |                        |                        |             |   |                    |                    |  |
|  | Rugby Club Cornellà          | 0                   |                          |                             |    |                          |                          |                          |                 |    |                        |                        |                        |             |   |                    |                    |  |
|  | Rugby Club Cornellà          | 0                   |                          |                             |    |                          |                          |                          |                 |    |                        |                        |                        |             |   |                    |                    |  |
|  | Seminario de Tarazona        | 6                   |                          |                             |    |                          |                          |                          |                 |    |                        |                        |                        |             |   |                    |                    |  |
|  | Seminario de Tarazona        | 6                   |                          | Seminario de Tarazona       | 4  | 0                        |                          |                          |                 |    |                        |                        |                        |             |   |                    |                    |  |
|  |                              |                     |                          | Seminario de Tarazona       | 4  | 0                        |                          |                          |                 |    |                        |                        |                        |             |   |                    |                    |  |
|  |                              |                     | El Salvador              | 12                          | 9  |                          |                          |                          |                 |    |                        |                        |                        |             |   |                    |                    |  |
|  | El Salvador                  | 16                  | El Salvador              | 12                          | 9  |                          |                          |                          |                 |    |                        |                        |                        |             |   |                    |                    |  |
|  | El Salvador                  | 16                  |                          |                             |    |                          |                          |                          |                 |    |                        |                        |                        |             |   |                    |                    |  |
|  | Col. S. Juan de la Cruz León | 7                   |                          |                             |    |                          |                          |                          |                 |    |                        |                        |                        |             |   |                    |                    |  |
|  | Col. S. Juan de la Cruz León | 7                   |                          |                             |    |                          |                          |                          | El Salvador     | 21 | 0                      |                        |                        |             |   |                    |                    |  |
|  |                              |                     |                          |                             |    |                          |                          |                          | El Salvador     | 21 | 0                      |                        |                        |             |   |                    |                    |  |
|  |                              |                     | Getxo Rugby Taldea       | 4                           | 14 |                          |                          |                          |                 |    |                        |                        |                        |             |   |                    |                    |  |
|  | CAU Madrid Rugby Club        | 17                  | Getxo Rugby Taldea       | 4                           | 14 |                          |                          |                          |                 |    |                        |                        |                        |             |   |                    |                    |  |
|  | CAU Madrid Rugby Club        | 17                  |                          |                             |    |                          |                          |                          |                 |    |                        |                        |                        |             |   |                    |                    |  |
|  | C.R. Divina Pastora          | 4                   |                          |                             |    |                          |                          |                          |                 |    |                        |                        |                        |             |   |                    |                    |  |
|  | C.R. Divina Pastora          | 4                   |                          | CAU Madrid Rugby Club       | 3  | 3                        |                          |                          |                 |    |                        |                        |                        |             |   |                    |                    |  |
|  |                              |                     |                          | CAU Madrid Rugby Club       | 3  | 3                        |                          |                          |                 |    |                        |                        |                        |             |   |                    |                    |  |
|  |                              |                     | Getxo Rugby Taldea       | 31                          | 14 |                          |                          |                          |                 |    |                        |                        |                        |             |   |                    |                    |  |
|  | Univ. Laboral de Gijón       | 7                   | Getxo Rugby Taldea       | 31                          | 14 |                          |                          |                          |                 |    |                        |                        |                        |             |   |                    |                    |  |
|  | Univ. Laboral de Gijón       | 7                   |                          |                             |    |                          |                          |                          |                 |    |                        |                        |                        |             |   |                    |                    |  |
|  | Getxo Rugby Taldea           | 30                  |                          |                             |    |                          |                          |                          |                 |    |                        |                        |                        |             |   |                    |                    |  |
|  | Getxo Rugby Taldea           | 30                  |                          |                             |    |                          |                          |                          |                 |    |                        |                        |                        | El Salvador | 7 |                    |                    |  |
|  |                              |                     |                          |                             |    |                          |                          |                          |                 |    |                        |                        |                        | El Salvador | 7 |                    |                    |  |
|  |                              |                     | Unió Esportiva Bellvitge | 6                           |    |                          |                          |                          |                 |    |                        |                        |                        |             |   |                    |                    |  |
|  | Sevilla Club de Fútbol       | 36                  | Unió Esportiva Bellvitge | 6                           |    |                          |                          |                          |                 |    |                        |                        |                        |             |   |                    |                    |  |
|  | Sevilla Club de Fútbol       | 36                  |                          |                             |    |                          |                          |                          |                 |    |                        |                        |                        |             |   |                    |                    |  |
|  | C.E.U. Alicante              | 0                   |                          |                             |    |                          |                          |                          |                 |    |                        |                        |                        |             |   |                    |                    |  |
|  | C.E.U. Alicante              | 0                   |                          | Sevilla Club de Fútbol      | 8  | 0                        |                          |                          |                 |    |                        |                        |                        |             |   |                    |                    |  |
|  |                              |                     |                          | Sevilla Club de Fútbol      | 8  | 0                        |                          |                          |                 |    |                        |                        |                        |             |   |                    |                    |  |
|  |                              |                     | CD Arquitectura          | 4                           | 27 |                          |                          |                          |                 |    |                        |                        |                        |             |   |                    |                    |  |
|  | CD Arquitectura              | 20                  | CD Arquitectura          | 4                           | 27 |                          |                          |                          |                 |    |                        |                        |                        |             |   |                    |                    |  |
|  | CD Arquitectura              | 20                  |                          |                             |    |                          |                          |                          |                 |    |                        |                        |                        |             |   |                    |                    |  |
|  | Diego Porcelos Burgos        | 10                  |                          |                             |    |                          |                          |                          |                 |    |                        |                        |                        |             |   |                    |                    |  |
|  | Diego Porcelos Burgos        | 10                  |                          |                             |    |                          |                          |                          | CD Arquitectura | 9  | 0                      |                        |                        |             |   |                    |                    |  |
|  |                              |                     |                          |                             |    |                          |                          |                          | CD Arquitectura | 9  | 0                      |                        |                        |             |   |                    |                    |  |
|  |                              |                     | Unió Esportiva Bellvitge | 3                           | 10 |                          |                          |                          |                 |    |                        |                        |                        |             |   |                    |                    |  |
|  | Estudiantes Santander R.C.   | 0                   | Unió Esportiva Bellvitge | 3                           | 10 |                          |                          |                          |                 |    |                        |                        |                        |             |   |                    |                    |  |
|  | Estudiantes Santander R.C.   | 0                   |                          |                             |    |                          |                          |                          |                 |    |                        |                        |                        |             |   |                    |                    |  |
|  | Atlético San Sebastián       | 10                  |                          |                             |    |                          |                          |                          |                 |    |                        |                        |                        |             |   |                    |                    |  |
|  | Atlético San Sebastián       | 10                  |                          | Club Atlético San Sebastián | 0  | 10                       |                          |                          |                 |    |                        |                        |                        |             |   |                    |                    |  |
|  |                              |                     |                          | Club Atlético San Sebastián | 0  | 10                       |                          |                          |                 |    |                        |                        |                        |             |   |                    |                    |  |
|  |                              |                     | Unió Esportiva Bellvitge | 6                           | 19 |                          |                          |                          |                 |    |                        |                        |                        |             |   |                    |                    |  |
|  | Unió Esportiva Bellvitge     | 12                  | Unió Esportiva Bellvitge | 6                           | 19 |                          |                          |                          |                 |    |                        |                        |                        |             |   |                    |                    |  |
|  | Unió Esportiva Bellvitge     | 12                  |                          |                             |    |                          |                          |                          |                 |    |                        |                        |                        |             |   |                    |                    |  |
|  | Club de Rugby San Roque      | 3                   |                          |                             |    |                          |                          |                          |                 |    |                        |                        |                        |             |   |                    |                    |  |
|  | Club de Rugby San Roque      | 3                   |                          |                             |    |                          |                          |                          |                 |    |                        |                        |                        |             |   |                    |                    |  |
|  |                              |                     |                          |                             |    |                          |                          |                          |                 |    |                        |                        |                        |             |   |                    |                    |  |

| Campeón El Salvador |
| 3er título          |

### Campeonato de España de Selecciones Provinciales

#### Senior
|  | Octavos de final        | Octavos de final        | Octavos de final        |           |            | Cuartos de final        | Cuartos de final        | Cuartos de final        |            |    | Semifinales         | Semifinales         | Semifinales         |  |  | Final              | Final              |  |
|  | 25 de noviembre de 1979 | 25 de noviembre de 1979 | 25 de noviembre de 1979 |           |            | 23 de diciembre de 1979 | 23 de diciembre de 1979 | 23 de diciembre de 1979 |            |    | 27 de abril de 1980 | 27 de abril de 1980 | 27 de abril de 1980 |  |  | 11 de mayo de 1980 | 11 de mayo de 1980 |  |
|  |                         |                         |                         |           |            |                         |                         |                         |            |    |                     |                     |                     |  |  |                    |                    |  |
|  |                         |                         |                         |           |            |                         |                         |                         |            |    |                     |                     |                     |  |  |                    |                    |  |
|  | Sevilla                 | 6                       |                         |           |            |                         |                         |                         |            |    |                     |                     |                     |  |  |                    |                    |  |
|  | Sevilla                 | 6                       |                         |           |            |                         |                         |                         |            |    |                     |                     |                     |  |  |                    |                    |  |
|  | Granada                 | 0                       | np                      |           |            |                         |                         |                         |            |    |                     |                     |                     |  |  |                    |                    |  |
|  | Granada                 | 0                       | np                      |           | Valladolid | 18                      |                         |                         |            |    |                     |                     |                     |  |  |                    |                    |  |
|  |                         |                         |                         |           | Valladolid | 18                      |                         |                         |            |    |                     |                     |                     |  |  |                    |                    |  |
|  |                         |                         | Sevilla                 | 0         |            |                         |                         |                         |            |    |                     |                     |                     |  |  |                    |                    |  |
|  | Valladolid              | 41                      | Sevilla                 | 0         |            |                         |                         |                         |            |    |                     |                     |                     |  |  |                    |                    |  |
|  | Valladolid              | 41                      |                         |           |            |                         |                         |                         |            |    |                     |                     |                     |  |  |                    |                    |  |
|  | León                    | 4                       |                         |           |            |                         |                         |                         |            |    |                     |                     |                     |  |  |                    |                    |  |
|  | León                    | 4                       |                         |           |            |                         |                         |                         | Valladolid | 20 |                     |                     |                     |  |  |                    |                    |  |
|  |                         |                         |                         |           |            |                         |                         |                         | Valladolid | 20 |                     |                     |                     |  |  |                    |                    |  |
|  |                         |                         | Madrid                  | 3         |            |                         |                         |                         |            |    |                     |                     |                     |  |  |                    |                    |  |
|  |                         |                         | Madrid                  | 3         |            |                         |                         |                         |            |    |                     |                     |                     |  |  |                    |                    |  |
|  |                         |                         |                         |           |            |                         |                         |                         |            |    |                     |                     |                     |  |  |                    |                    |  |
|  |                         |                         |                         |           |            |                         |                         |                         |            |    |                     |                     |                     |  |  |                    |                    |  |
|  |                         | Madrid                  |                         |           |            |                         |                         |                         |            |    |                     |                     |                     |  |  |                    |                    |  |
|  |                         |                         |                         |           |            |                         |                         |                         |            |    |                     |                     |                     |  |  |                    |                    |  |
|  |                         |                         | Subcampeón 1979         |           |            |                         |                         |                         |            |    |                     |                     |                     |  |  |                    |                    |  |
|  |                         |                         |                         |           |            |                         |                         |                         |            |    |                     |                     |                     |  |  |                    |                    |  |
|  |                         |                         |                         |           |            |                         |                         |                         |            |    |                     |                     |                     |  |  |                    |                    |  |
|  |                         |                         |                         |           |            |                         |                         |                         |            |    |                     |                     |                     |  |  |                    |                    |  |
|  |                         |                         |                         |           |            |                         |                         |                         |            |    |                     | Valladolid          | 16                  |  |  |                    |                    |  |
|  |                         |                         |                         |           |            |                         |                         |                         |            |    |                     |                     |                     |  |  |                    |                    |  |
|  |                         |                         | Guipúzcoa               | 6         |            |                         |                         |                         |            |    |                     |                     |                     |  |  |                    |                    |  |
|  |                         |                         | Guipúzcoa               | 6         |            |                         |                         |                         |            |    |                     |                     |                     |  |  |                    |                    |  |
|  |                         |                         |                         |           |            |                         |                         |                         |            |    |                     |                     |                     |  |  |                    |                    |  |
|  |                         |                         |                         |           |            |                         |                         |                         |            |    |                     |                     |                     |  |  |                    |                    |  |
|  |                         | Campeón 1979            |                         |           |            |                         |                         |                         |            |    |                     |                     |                     |  |  |                    |                    |  |
|  |                         |                         |                         |           |            |                         |                         |                         |            |    |                     |                     |                     |  |  |                    |                    |  |
|  |                         |                         | Guipúzcoa               |           |            |                         |                         |                         |            |    |                     |                     |                     |  |  |                    |                    |  |
|  |                         |                         |                         |           |            |                         |                         |                         |            |    |                     |                     |                     |  |  |                    |                    |  |
|  |                         |                         |                         |           |            |                         |                         |                         |            |    |                     |                     |                     |  |  |                    |                    |  |
|  |                         |                         |                         |           |            |                         |                         |                         |            |    |                     |                     |                     |  |  |                    |                    |  |
|  |                         |                         |                         |           |            |                         | Guipúzcoa               | 4                       |            |    |                     |                     |                     |  |  |                    |                    |  |
|  |                         |                         |                         |           |            |                         |                         |                         |            |    |                     |                     |                     |  |  |                    |                    |  |
|  |                         |                         | Barcelona               | 12        |            |                         |                         |                         |            |    |                     |                     |                     |  |  |                    |                    |  |
|  | Barcelona               | 62                      | Barcelona               | 12        |            |                         |                         |                         |            |    |                     |                     |                     |  |  |                    |                    |  |
|  | Barcelona               | 62                      |                         |           |            |                         |                         |                         |            |    |                     |                     |                     |  |  |                    |                    |  |
|  | Valencia                | 3                       |                         |           |            |                         |                         |                         |            |    |                     |                     |                     |  |  |                    |                    |  |
|  | Valencia                | 3                       |                         | Barcelona | 21         |                         |                         |                         |            |    |                     |                     |                     |  |  |                    |                    |  |
|  |                         |                         |                         | Barcelona | 21         |                         |                         |                         |            |    |                     |                     |                     |  |  |                    |                    |  |
|  |                         |                         | Vizcaya                 | 8         |            |                         |                         |                         |            |    |                     |                     |                     |  |  |                    |                    |  |
|  | Vizcaya                 | 22                      | Vizcaya                 | 8         |            |                         |                         |                         |            |    |                     |                     |                     |  |  |                    |                    |  |
|  | Vizcaya                 | 22                      |                         |           |            |                         |                         |                         |            |    |                     |                     |                     |  |  |                    |                    |  |
|  | Asturias                | 4                       |                         |           |            |                         |                         |                         |            |    |                     |                     |                     |  |  |                    |                    |  |
|  | Asturias                | 4                       |                         |           |            |                         |                         |                         |            |    |                     |                     |                     |  |  |                    |                    |  |
|  |                         |                         |                         |           |            |                         |                         |                         |            |    |                     |                     |                     |  |  |                    |                    |  |

| Campeón Valladolid |
| 1er título         |

#### Juvenil
|  | Octavos de final        | Octavos de final        | Octavos de final        |            |    | Cuartos de final        | Cuartos de final        | Cuartos de final        |            |   | Semifinales         | Semifinales         | Semifinales         |  |  | Final              | Final              |  |
|  | 25 de noviembre de 1979 | 25 de noviembre de 1979 | 25 de noviembre de 1979 |            |    | 23 de diciembre de 1979 | 23 de diciembre de 1979 | 23 de diciembre de 1979 |            |   | 27 de abril de 1980 | 27 de abril de 1980 | 27 de abril de 1980 |  |  | 11 de mayo de 1980 | 11 de mayo de 1980 |  |
|  |                         |                         |                         |            |    |                         |                         |                         |            |   |                     |                     |                     |  |  |                    |                    |  |
|  |                         |                         |                         |            |    |                         |                         |                         |            |   |                     |                     |                     |  |  |                    |                    |  |
|  | Valladolid              | 18                      |                         |            |    |                         |                         |                         |            |   |                     |                     |                     |  |  |                    |                    |  |
|  | Valladolid              | 18                      |                         |            |    |                         |                         |                         |            |   |                     |                     |                     |  |  |                    |                    |  |
|  | Sevilla                 | 0                       |                         |            |    |                         |                         |                         |            |   |                     |                     |                     |  |  |                    |                    |  |
|  | Sevilla                 | 0                       |                         | Valladolid | 16 |                         |                         |                         |            |   |                     |                     |                     |  |  |                    |                    |  |
|  |                         |                         |                         | Valladolid | 16 |                         |                         |                         |            |   |                     |                     |                     |  |  |                    |                    |  |
|  |                         |                         | Santander               | 4          |    |                         |                         |                         |            |   |                     |                     |                     |  |  |                    |                    |  |
|  | Santander               | 16                      | Santander               | 4          |    |                         |                         |                         |            |   |                     |                     |                     |  |  |                    |                    |  |
|  | Santander               | 16                      |                         |            |    |                         |                         |                         |            |   |                     |                     |                     |  |  |                    |                    |  |
|  | Asturias                | 0                       |                         |            |    |                         |                         |                         |            |   |                     |                     |                     |  |  |                    |                    |  |
|  | Asturias                | 0                       |                         |            |    |                         |                         |                         | Valladolid | 6 |                     |                     |                     |  |  |                    |                    |  |
|  |                         |                         |                         |            |    |                         |                         |                         | Valladolid | 6 |                     |                     |                     |  |  |                    |                    |  |
|  |                         |                         | Madrid                  | 7          |    |                         |                         |                         |            |   |                     |                     |                     |  |  |                    |                    |  |
|  |                         |                         | Madrid                  | 7          |    |                         |                         |                         |            |   |                     |                     |                     |  |  |                    |                    |  |
|  |                         |                         |                         |            |    |                         |                         |                         |            |   |                     |                     |                     |  |  |                    |                    |  |
|  |                         |                         |                         |            |    |                         |                         |                         |            |   |                     |                     |                     |  |  |                    |                    |  |
|  |                         | Madrid                  |                         |            |    |                         |                         |                         |            |   |                     |                     |                     |  |  |                    |                    |  |
|  |                         |                         |                         |            |    |                         |                         |                         |            |   |                     |                     |                     |  |  |                    |                    |  |
|  |                         |                         | Campeón 1979            |            |    |                         |                         |                         |            |   |                     |                     |                     |  |  |                    |                    |  |
|  |                         |                         |                         |            |    |                         |                         |                         |            |   |                     |                     |                     |  |  |                    |                    |  |
|  |                         |                         |                         |            |    |                         |                         |                         |            |   |                     |                     |                     |  |  |                    |                    |  |
|  |                         |                         |                         |            |    |                         |                         |                         |            |   |                     |                     |                     |  |  |                    |                    |  |
|  |                         |                         |                         |            |    |                         |                         |                         |            |   |                     | Madrid              | 31                  |  |  |                    |                    |  |
|  |                         |                         |                         |            |    |                         |                         |                         |            |   |                     |                     |                     |  |  |                    |                    |  |
|  |                         |                         | Guipúzcoa               | 16         |    |                         |                         |                         |            |   |                     |                     |                     |  |  |                    |                    |  |
|  |                         |                         | Guipúzcoa               | 16         |    |                         |                         |                         |            |   |                     |                     |                     |  |  |                    |                    |  |
|  |                         |                         |                         |            |    |                         |                         |                         |            |   |                     |                     |                     |  |  |                    |                    |  |
|  |                         |                         |                         |            |    |                         |                         |                         |            |   |                     |                     |                     |  |  |                    |                    |  |
|  |                         | Subcampeón 1979         |                         |            |    |                         |                         |                         |            |   |                     |                     |                     |  |  |                    |                    |  |
|  |                         |                         |                         |            |    |                         |                         |                         |            |   |                     |                     |                     |  |  |                    |                    |  |
|  |                         |                         | Guipúzcoa               |            |    |                         |                         |                         |            |   |                     |                     |                     |  |  |                    |                    |  |
|  |                         |                         |                         |            |    |                         |                         |                         |            |   |                     |                     |                     |  |  |                    |                    |  |
|  |                         |                         |                         |            |    |                         |                         |                         |            |   |                     |                     |                     |  |  |                    |                    |  |
|  |                         |                         |                         |            |    |                         |                         |                         |            |   |                     |                     |                     |  |  |                    |                    |  |
|  |                         |                         |                         |            |    |                         | Guipúzcoa               | 35                      |            |   |                     |                     |                     |  |  |                    |                    |  |
|  |                         |                         |                         |            |    |                         |                         |                         |            |   |                     |                     |                     |  |  |                    |                    |  |
|  |                         |                         | Vizcaya                 | 7          |    |                         |                         |                         |            |   |                     |                     |                     |  |  |                    |                    |  |
|  | Barcelona               | 54                      | Vizcaya                 | 7          |    |                         |                         |                         |            |   |                     |                     |                     |  |  |                    |                    |  |
|  | Barcelona               | 54                      |                         |            |    |                         |                         |                         |            |   |                     |                     |                     |  |  |                    |                    |  |
|  | Valencia                | 0                       |                         |            |    |                         |                         |                         |            |   |                     |                     |                     |  |  |                    |                    |  |
|  | Valencia                | 0                       |                         | Barcelona  | 4  |                         |                         |                         |            |   |                     |                     |                     |  |  |                    |                    |  |
|  |                         |                         |                         | Barcelona  | 4  |                         |                         |                         |            |   |                     |                     |                     |  |  |                    |                    |  |
|  |                         |                         | Vizcaya                 | 6          |    |                         |                         |                         |            |   |                     |                     |                     |  |  |                    |                    |  |
|  | Vizcaya                 | 6                       | Vizcaya                 | 6          |    |                         |                         |                         |            |   |                     |                     |                     |  |  |                    |                    |  |
|  | Vizcaya                 | 6                       |                         |            |    |                         |                         |                         |            |   |                     |                     |                     |  |  |                    |                    |  |
|  | Zaragoza                | 0                       | np                      |            |    |                         |                         |                         |            |   |                     |                     |                     |  |  |                    |                    |  |
|  | Zaragoza                | 0                       | np                      |            |    |                         |                         |                         |            |   |                     |                     |                     |  |  |                    |                    |  |
|  |                         |                         |                         |            |    |                         |                         |                         |            |   |                     |                     |                     |  |  |                    |                    |  |

| Campeón Madrid |
| 2º título      |

#### Cadete
| Sector Barcelona | Sector Barcelona | Sector Barcelona | Sector Barcelona | Sector Barcelona | Sector Madrid | Sector Madrid | Sector Madrid | Sector Madrid | Sector Madrid | Sector Santander | Sector Santander | Sector Santander | Sector Santander | Sector Santander |
| Partidos         | Partidos         | Partidos         | Clasificación    | Clasificación    | Partidos      | Partidos      | Partidos      | Clasificación | Clasificación | Partidos         | Partidos         | Partidos         | Clasificación    | Clasificación    |
| ---------------- | ---------------- | ---------------- | ---------------- | ---------------- | ------------- | ------------- | ------------- | ------------- | ------------- | ---------------- | ---------------- | ---------------- | ---------------- | ---------------- |
| Zaragoza         | Barcelona        | 0-37             | 1º               | Barcelona        | Sevilla       | León          | 6-4           | 1º            | Madrid        | Vizcaya          | Santander        | 34-0             | 1º               | Vizcaya          |
|                  |                  |                  | 2º               | Zaragoza         | Madrid        | León          | 62-0          | 2º            | Valladolid    | Álava            | Asturias         | 26-0             | 2º               | Álava            |
|                  |                  |                  |                  |                  | Sevilla       | Valladolid    | 3-42          | 3º            | Sevilla       | Vizcaya          | Álava            | 62-0             | 3º               | Santander        |
|                  |                  |                  |                  |                  | Valladolid    | León          | 16-4          | 4º            | León          | Asturias         | Santander        | 3-4              | 4º               | Asturias         |
|                  |                  |                  |                  |                  | Sevilla       | Madrid        | 10-46         |               |               | Vizcaya          | Asturias         | 55-0             |                  |                  |
|                  |                  |                  |                  |                  | Madrid        | Valladolid    | 26-6          |               |               | Álava            | Santander        | 15-4             |                  |                  |

Fase Final
| Local     | Resultado | Visitante |
| --------- | --------- | --------- |
| Barcelona | 29-6      | Vizcaya   |
| Madrid    | 22-7      | Vizcaya   |
| Barcelona | 10-22     | Madrid    |

| Campeón Madrid |
| 1er título     |

## Campeonatos Regionales
Debido a la mejor comunicación de Zaragoza con Barcelona que con Valencia, la Federación Aragonesa y el CD Veterinaria decidieron cambiar de la liga de Valencia a la de Cataluña con la condición de que no pudiera ascender. Aunque los zaragozanos ganaron la liga debieron renunciar al ascenso por su compromiso. 

El rugby catalán a pesar de la falta de títulos nacionales seguía fuerte con una regional competitiva de 10 equipos y unas ligas inferiores muy potentes. A pesar de ello la federación no lograba extender el deporte mucho más allá de Barcelona y alrededores, siendo los equipos de Gerona y Andorra las únicas excepciones.

En Aragón la situación era similar, el rugby regional era muy dependiente del universitario aunque eran signos positivos la victoria en la liga del equipo de la Academia General Militar de Zaragoza y la creación de un club en Ejea de los Caballeros, fuera del ámbito zaragozano.

### Federaciones Nordeste

#### Federación Catalana de Rugby
Sede: Av. Generalísimo Franco,12. Esplugas de Llobregat (Barcelona)

19 clubes adscritos en 1 división senior, 2 juvenil, 1 cadete

En Liga Nacional: 6 clubes en 1ªD, 7 clubes en 2ªD
| Local \ Visitante | BAD  | BUC   | ESP  | NPN   | SAM   | UNI   | VET   | XVC |
| ----------------- | ---- | ----- | ---- | ----- | ----- | ----- | ----- | --- |
| R.C. BADALONA     | —    | 0–9   | 0–38 | 0–42  | 0–27  | 17–11 | 0–31  | *   |
| B.U.C.            | 44–4 | —     | 10–0 | 21–19 | 3–9   | 3–10  | 3–13  | *   |
| RCD Español       | 19–7 | 7–6   | —    | 3–7   | 0–40  | 18–0  | 8–12  | *   |
| C.N. PUEBLO NUEVO | 28–0 | 32–12 | 0–6  | —     | 14–0  | 44–4  | 29–10 | *   |
| U.D. SAMBOYANA B  | 48–0 | 12–6  | 26–9 | 12–16 | —     | 18–4  | 8–12  | *   |
| CD UNIVERSITARIO  | 35–0 | 11–22 | 14–8 | 4–22  | 18–22 | —     | 8–22  | *   |
| C.D. VETERINARIA  | 25–0 | 18–6  | 18–6 | 6–0   | 17–6  | 11–0  | —     | *   |
| XV CATALÁN        | *    | *     | *    | *     | *     | *     | *     | —   |

|     |                              |                                    |                                    |                                    |                                    |                                    |                                    |                                    |  |  |  |  |  |  |  |  |  |  |
| Pos | Equipo                       | Jug                                | V                                  | E                                  | D                                  | PF                                 | PC                                 | Pts                                |  |  |  |  |  |  |  |  |  |  |
| 1º  | C.D. Veterinaria Zaragoza    | 12                                 | 11                                 | 0                                  | 1                                  | 207                                | 91                                 | 34                                 |  |  |  |  |  |  |  |  |  |  |
| 2º  | Club Natación Pueblo Nuevo   | 12                                 | 9                                  | 0                                  | 3                                  | 270                                | 90                                 | 28                                 |  |  |  |  |  |  |  |  |  |  |
| 3º  | Unión Deportiva Samboyana B  | 12                                 | 8                                  | 0                                  | 4                                  | 228                                | 99                                 | 28                                 |  |  |  |  |  |  |  |  |  |  |
| 4º  | Barcelona Unión Club (BUC)   | 12                                 | 5                                  | 0                                  | 7                                  | 145                                | 136                                | 22                                 |  |  |  |  |  |  |  |  |  |  |
| 5º  | Real Club Deportivo Español  | 12                                 | 5                                  | 0                                  | 7                                  | 122                                | 140                                | 22                                 |  |  |  |  |  |  |  |  |  |  |
| 6º  | Club Deportivo Universitario | 12                                 | 3                                  | 0                                  | 9                                  | 119                                | 207                                | 18                                 |  |  |  |  |  |  |  |  |  |  |
| 7º  | Rugby Club Badalona          | 12                                 | 1                                  | 0                                  | 11                                 | 28                                 | 357                                | 14                                 |  |  |  |  |  |  |  |  |  |  |
| 8º  | XV Catalán                   | Excluido por doble incomparecencia | Excluido por doble incomparecencia | Excluido por doble incomparecencia | Excluido por doble incomparecencia | Excluido por doble incomparecencia | Excluido por doble incomparecencia | Excluido por doble incomparecencia |  |  |  |  |  |  |  |  |  |  |

| 1º Categoría | 1º Categoría                   | Juvenil A | Juvenil A                  | Juvenil B | Juvenil B                    | Cadetes | Cadetes                     |
| ------------ | ------------------------------ | --------- | -------------------------- | --------- | ---------------------------- | ------- | --------------------------- |
| 1º           | Club Natación Barcelona B      | 1º        | Unió Esportiva Bellvitge   | 1º        | Rugby Club Cornellà          | 1º      | Unió Esportiva Bellvitge    |
| 2º           | Bonanova Rugby Club            | 2º        | Barcelona Unión Club (BUC) | 2º        | Club Deportivo Universitario | 2º      | Rugby Club Cornellà         |
| 3º           | VPC Rugby Andorra              | 3º        | Unión Deportiva Samboyana  | 3º        | G.E.i.E.G.-Gerona            | 3º      | Real Club Deportivo Español |
| 4º           | Unión Deportiva Samboyana C    | 4º        | Futbol Club Barcelona      | 4º        | Rugby Club Badalona          | 4º      | Unión Deportiva Samboyana   |
| 5º           | Rugby Club Cornellá B          | 5º        | Club Natación Montjuich    | 5º        | Bonanova Rugby Club B        | 5º      | Futbol Club Barcelona       |
| 6º           | Unió Esportiva Bellvitge       | 6º        | Bonanova Rugby Club        | 6º        | Real Club Deportivo Español  | 6º      | Bonanova Rugby Club         |
| 7º           | CRA Cassá                      | 7º        | Club Natación Barcelona    | 7º        | XV Catalán                   | 7º      | CD Universitario            |
| 8º           | Club Deportivo Universitario B | 8º        | Club Natación Pueblo Nuevo | 8º        | VPC Rugby Andorra            | 8º      | G.E.i.E.G.-Gerona           |
| 9º           | Reus Deportivo                 |           |                            |           |                              | 9º      | Club Natación Montjuich     |
| 10º          | Club Natación Pueblo Nuevo B   |           |                            |           |                              | 10º     | Club Natación Pueblo Nuevo  |
|              |                                |           |                            |           |                              | 11º     | Barcelona Unión Club (BUC)  |

#### Federación Aragonesa
Fundación: 1957

Sede: c/ Alfonso I -16, Zaragoza

7 clubs en 1 campeonato senior 

En Liga Nacional: 1 club en 2ªD

| Senior | Senior                  | Juvenil | Juvenil                 | Cadete | Cadete                  |
| ------ | ----------------------- | ------- | ----------------------- | ------ | ----------------------- |
| 1º     | Armas Club de Rugby     | 1º      | Col. Dominicos Zaragoza | 1º     | Alcotán (S.Tarazona B)  |
| 2º     | Aragón Rugby Club       | 2º      | Aragón Rugby Club       | 2º     | Seminario Tarazona A    |
| 3º     | Col. Dominicos Zaragoza | 3º      | CD Veterinaria          | 3º     | Aragón Rugby Club       |
| 4º     | CD Veterinaria B        |         |                         | 4º     | Col. Dominicos Zaragoza |
| 5º     | Ejea Rugby Club         |         |                         | 5º     | Moncayo (S.Tarazona C)  |
| 6º     | Univº Interfacultades   |         |                         |        |                         |

### Federaciones del Norte
La expansión y buena salud del rugby vasco se hacía evidente, sobre todo en el crecimiento del rugby de Vizcaya y también en Álava. Todas las provincias vascas tenían ya equipos en divisiones nacionales y la creación de clubes se iba extendiendo a ciudades menores fuera de las capitales (Mondragón, Ordizia, Zarautz, Eibar, Gernika, Plencia, Munguía, etc). Sus categorías inferiores parecían bien nutridas y el futuro del rugby vasco se veía muy esperanzador.

Al contrario en Asturias y Cantabria se veía cierto estancamiento, aunque con ligera mejoría respecto a los años anteriores que casi acaban con la presencia del rugby en la cornisa cantábrica 

#### Federación Guipúzcoa
Fundación: 1961

Sede: c/ Prim-28, San Sebastián

12 clubes en 1 división sénior, 1 juvenil y 1 cadete

En Liga Nacional: 5 clubes en 1ªD, 4 clubes en 2ªD

#### Federación de Vizcaya
Fundación: 1946 (Refundación 1971)

Sede:José Mª Escuza-16, Bilbao

11 clubes en 1 división sénior, 1 juvenil y 1 cadete

En Liga Nacional: 2 clubes en 1ªD, 3 clubes en 2ªD

##### Delegación de Álava
Fundación: 1977

Sede:Ramiro de Maeztu-4, Vitoria

7 clubes (inscripción anexa a Vizcaya)

En Liga Nacional: 1 club en 2ªD

#### Ligas Vascas
| Local \ Visitante       | ASS   | GAZ   | GER   | GTX   | HER   | MED   | MON  | NAV   |
| ----------------------- | ----- | ----- | ----- | ----- | ----- | ----- | ---- | ----- |
| ATLÉTICO SS B           | —     | 10–24 | 8–24  | 0–33  | 4–46  | 32–6  | 8–16 | 14–14 |
| GAZTEDI R.T.            | 16–4  | —     | 13–11 | 6–36  | 10–8  | 42–20 | 7–10 | 8–3   |
| GERNIKA Rugby Taldea    | 14–18 | 14–3  | —     | 10–14 | 4–0   | 22–0  | 0–0  | 30–4  |
| GETXO R.T.              | 44–3  | 20–3  | 3–0   | —     | 14–22 | 24–3  | 28–0 | 20–6  |
| HERNANI R.C. B          | 6–0   | 10–27 | 29–14 | 9–28  | —     | 8–0   | 17–4 | 20–13 |
| C. MEDICINA BILBAO      | 10–4  | 0–4   | 4–12  | 0–24  | 4–24  | —     | 0–18 | 0–6   |
| Juventud Dep. MONDRAGÓN | 46–6  | 4–18  | 24–3  | 13–16 | 13–4  | 46–0  | —    | 18–0  |
| C.R.U.N.                | 30–8  | 0–0   | 16–12 | 6–18  | 16–15 | 4–13  | 6–9  | —     |

|     |                                    |     |    |   |    |     |     |     |  |  |  |  |  |  |  |  |  |  |
| Pos | Equipo                             | Jug | V  | E | D  | PF  | PC  | Pts |  |  |  |  |  |  |  |  |  |  |
| 1º  | Getxo Rugby Taldea                 | 14  | 13 | 0 | 1  | 322 | 81  | 40  |  |  |  |  |  |  |  |  |  |  |
| 2º  | Juventud Deportiva Mondragón       | 14  | 9  | 1 | 4  | 221 | 113 | 33  |  |  |  |  |  |  |  |  |  |  |
| 3º  | Gaztedi Rugby Taldea               | 14  | 9  | 1 | 4  | 181 | 130 | 33  |  |  |  |  |  |  |  |  |  |  |
| 4º  | Hernani Club de Rugby B            | 14  | 8  | 0 | 6  | 218 | 151 | 30  |  |  |  |  |  |  |  |  |  |  |
| 5º  | Gernika Rugby Taldea               | 14  | 6  | 1 | 7  | 170 | 136 | 27  |  |  |  |  |  |  |  |  |  |  |
| 6º  | C.R. Universidad de Navarra (CRUN) | 14  | 4  | 2 | 8  | 124 | 181 | 24  |  |  |  |  |  |  |  |  |  |  |
| 7º  | Club Atlético San Sebastián B      | 14  | 2  | 1 | 11 | 119 | 329 | 19  |  |  |  |  |  |  |  |  |  |  |
| 8º  | Club Medicina Bilbao               | 14  | 2  | 0 | 12 | 40  | 270 | 18  |  |  |  |  |  |  |  |  |  |  |

| Guipúzcoa-Navarra | Guipúzcoa-Navarra              | Guipúzcoa Juvenil | Guipúzcoa Juvenil           | Guipúzcoa Cadete | Guipúzcoa Cadete            | Vizcaya-Álava | Vizcaya-Álava              | Vizcaya Juvenil | Vizcaya Juvenil         | Vizcaya Cadete | Vizcaya Cadete          |
| ----------------- | ------------------------------ | ----------------- | --------------------------- | ---------------- | --------------------------- | ------------- | -------------------------- | --------------- | ----------------------- | -------------- | ----------------------- |
| 1º                | Club Deportivo Zarautz         | 1º                | Ordiziako Rugby Taldea      | 1º               | Club Atlético San Sebastián | 1º            | Getxo Rugby Taldea B       | 1º              | Bilbao Rugby Club       | 1º             | Getxo Rugby Taldea A    |
| 2º                | Eibar Rugby Taldea             | 2º                | Club Atlético San Sebastián | 2º               | Ordiziako Rugby Taldea      | 2º            | Sariko Rugby Taldea        | 2º              | Getxo Rugby Taldea      | 2º             | Gernika Rugby Taldea A  |
| 3º                | Ordiziako Rugby Taldea B       | 3º                | Hernani Club de Rugby       | 3º               | Hernani Club de Rugby       | 3º            | Munguía Rugby Taldea       | 3º              | Gaztedi Rugby Taldea    | 3º             | Col. Allende Salazar    |
| 4º                | Rugby Club Irún B              | 4º                | CR Uni. de Navarra (CRUN)   | 4º               | Zaharrean Rugby Taldea      | 4º            | Basauriko Rugby Taldea     | 4º              | Gernika Rugby Taldea    | 4º             | Munguía Rugby Taldea    |
| 5º                | Zaharrean Rugby Taldea B       | 5º                | Salleko Rugby Taldea        |                  |                             | 5º            | Bilbao Rugby Club          | 5º              | Kakarraldo Rugby Taldea | 5º             | Bilbao Rugby Club       |
| 6º                | Salleko Rugby Taldea           | 6º                | Zaharrean Rugby Taldea      |                  |                             | 6º            | Baracaldo Rugby Club       | 6º              | Club Medicina Bilbao    | 6º             | Getxo Rugby Taldea B    |
| 7º                | Juventud Deportiva Mondragón B |                   |                             |                  |                             | 7º            | Kirrinka Rugby Taldea      | 7º              | Munguía Rugby Taldea    | 7º             | Gernika Rugby Taldea B  |
| 8º                | Batzán Rugby Taldea            |                   |                             |                  |                             | 8º            | Kakarraldo Rugby Taldea    | 8º              | Basauriko Rugby Taldea  | 8º             | Kakarraldo Rugby Taldea |
|                   |                                |                   |                             |                  |                             | 9º            | Abance Rugby Taldea        | 9º              | Marianistas Rugby Club  |                |                         |
|                   |                                |                   |                             |                  |                             | 10º           | Gaztedi Rugby Taldea B     |                 |                         |                |                         |
|                   |                                |                   |                             |                  |                             | 11º           | Bilbo Zaharra Rugby Taldea |                 |                         |                |                         |

#### Federación Asturiana
Fundación: 1964

Sede: c/ Dindurra-20, Casa del Deporte, Gijón

16 clubs en 1 división juvenil y 1 cadete

En Liga Nacional: 4 club en 2ªD

#### Federación Cántabra
Fundación: 1941 (Ref. 1971)

Sede: c/ San Fernando-48, Santander

4 clubes
 
En Liga Nacional: 1 club en 1ªD

#### Ligas Norte
| Local \ Visitante      | CAR  | CAU  | CNT  | ECO   | IND  | SPG  |
| ---------------------- | ---- | ---- | ---- | ----- | ---- | ---- |
| C.N. CARREÑO           | —    | 0–50 | 24–0 | 15–12 | 42–0 | 4–0  |
| CAU Oviedo             | 30–3 | —    | 49–0 | 22–0  | 14–0 | 18–6 |
| CANTABRIA R.C.         | 30–0 | 8–28 | —    | 0–12  | 12–4 | 0–22 |
| CD ECONÓMICAS Oviedo   | 14–0 | 7–0  | 3–6  | —     | 40–0 | 9–17 |
| INDEPENDIENTE R.C. B   | 9–16 | 3–53 | 0–32 | 4–20  | —    | 0–78 |
| Real SPORTING de Gijón | 40–0 | 4–0  | 50–0 | 36–6  | 52–8 | —    |

|     |                             |     |   |   |    |     |     |     |  |  |  |  |  |  |  |  |  |  |
| Pos | Equipo                      | Jug | V | E | D  | PF  | PC  | Pts |  |  |  |  |  |  |  |  |  |  |
| 1º  | CAU Oviedo                  | 10  | 8 | 0 | 2  | 264 | 31  | 26  |  |  |  |  |  |  |  |  |  |  |
| 2º  | Real Sporting de Gijón      | 10  | 8 | 0 | 2  | 305 | 45  | 26  |  |  |  |  |  |  |  |  |  |  |
| 3º  | CD Económicas Oviedo        | 10  | 5 | 0 | 5  | 123 | 100 | 20  |  |  |  |  |  |  |  |  |  |  |
| 4º  | Club Náutico Carreño Candas | 10  | 5 | 0 | 5  | 104 | 185 | 20  |  |  |  |  |  |  |  |  |  |  |
| 5º  | Cantabria Rugby Club        | 10  | 4 | 0 | 6  | 88  | 192 | 18  |  |  |  |  |  |  |  |  |  |  |
| 6º  | Independiente Rugby Club B  | 10  | 0 | 0 | 10 | 28  | 359 | 10  |  |  |  |  |  |  |  |  |  |  |

| Asturias Juvenil | Asturias Juvenil         | Asturias Cadete | Asturias Cadete             | Cantabria Juvenil | Cantabria Juvenil        | Cantabria Cadete | Cantabria Cadete           |
| ---------------- | ------------------------ | --------------- | --------------------------- | ----------------- | ------------------------ | ---------------- | -------------------------- |
| 1º               | Universidad Laboral      | 1º              | Castrillón Club de Rugby    | 1º                | Estudiantes Rugby Club   | 1º               | Estudiantes Rugby Club     |
| 2º               | Club Náutico Carreño     | 2º              | Jovellanos Club de Rugby    | 2º                | Independiente Rugby Club | 2º               | I.N.B. Barrio Pesquero     |
| 3º               | Castrillón Club de Rugby | 3º              | Fundación Revillagigedo     | 3º                | Cantabria Rugby Club     | 3º               | Albericia Rugby Club       |
| 4º               | Jovellanos Club de Rugby | 4º              | Universidad Laboral         | 4º                | I.N.B. Barrio Pesquero   | 4º               | Independiente Rugby Club A |
| 5º               | Económicas Club de Rugby | 5º              | Santo Domingo Club de Rugby |                   |                          | 5º               | Cantabria Rugby Club       |
| desc             | CAU Oviedo               |                 |                             |                   |                          | 6º               | Independiente Rugby Club B |

### Federación Castellana de Rugby
Madrid se convirtió en el foco principal del rugby español y sus equipos dominan las competiciones nacionales en todas las categorías. Aunque solo permanece una división regional de 12 equipos, por lo general todos los clubes madrileños tienen categorías inferiores por lo que el futuro deportivo de los equipos está bien asegurado. Una liga juvenil de 14 equipos y otra cadete de 12 da una idea de la buena promoción de los clubes madrileños y de su buen futuro.

Igualmente en Valladolid el futuro está asegurado por su peculiar orientación deportiva. El rugby colegial como parte de la enseñanza secundaria hace que la tradición rugbistica se halla introducido en la ciudad, de forma que el rugby es parte de la cultura pucelana. No solo las ligas oficiales de juveniles y cadetes, sino la organización de habituales torneos de infantiles, alevines y benjamines, nutren de nuevos jugadores las excelentes canteras de los tres colegios punteros, San José, Salvador y Lourdes. De la misma forma el equipo universitario CDU se nutre de esta prolífica cantera. De todos modos se va viendo para un futuro cercano la intención de los clubes colegiales en convertirse en clubes independientes (aunque relacionados) de las instituciones educativas y ascender a metas más altas en categoría senior.

#### Federación de Madrid
Sede: c/ Covarrubias-17, Madrid

19 clubes adscritos en 1 división senior, 1 juvenil, 1 cadete y 1 infantil

En Liga Nacional: 6 clubes en 1ªD, 8 clubes en 2ªD

| Local \ Visitante | ACA   | ARQ   | CAN   | CEU    | CIS   | LIC   | PIL   | TEC   |
| ----------------- | ----- | ----- | ----- | ------ | ----- | ----- | ----- | ----- |
| CD ACANTOS        | —     | 16–16 | 48–0  | 14–12  | 32–3  | 32–6  | 10–16 | 9–0   |
| CD ARQUITECTURA B | 13–13 | —     | 22–4  | 26–11  | 22–0  | 6–21  | 47–6  | 51–0  |
| CANOE N.C. B      | 3–73  | 10–57 | —     | 0–6 np | 0–55  | 0–43  | 16–27 | 4–44  |
| CEU-San Pablo     | 29–20 | 9–17  | 32–0  | —      | 20–12 | 30–0  | 10–11 | 12–16 |
| C. M. CISNEROS B  | 10–18 | 0–53  | 42–56 | 28–10  | —     | 18–3  | 0–6   | 22–22 |
| LICEO FRANCÉS     | 12–8  | 20–39 | 11–0  | 24–6   | 10–18 | —     | 35–19 | 0–22  |
| Sta. Mª del PILAR | 10–30 | 3–13  | 28–13 | 8–44   | 18–16 | 3–3   | —     | 11–28 |
| TECA R.C.         | 12–11 | 32–24 | 40–10 | 4–13   | 33–0  | 11–13 | 40–8  | —     |

|     |                          |                                 |    |   |    |     |     |     |  |  |  |  |  |  |  |  |  |  |
| Pos | Equipo                   | Jug                             | V  | E | D  | PF  | PC  | Pts |  |  |  |  |  |  |  |  |  |  |
| 1º  | CD Arquitectura B        | 14                              | 10 | 2 | 2  | 396 | 145 | 36  |  |  |  |  |  |  |  |  |  |  |
| 2º  | Teca Rugby Club          | 14                              | 9  | 1 | 4  | 304 | 168 | 33  |  |  |  |  |  |  |  |  |  |  |
| 3º  | Club Deportivo Acantos   | 14                              | 8  | 2 | 4  | 334 | 142 | 32  |  |  |  |  |  |  |  |  |  |  |
| 4º  | Liceo Francés            | 14                              | 7  | 1 | 6  | 201 | 212 | 29  |  |  |  |  |  |  |  |  |  |  |
| 5º  | Santa María del Pilar    | 14                              | 6  | 1 | 7  | 174 | 315 | 26  |  |  |  |  |  |  |  |  |  |  |
| 6º  | Colegio Mayor Cisneros B | 14                              | 5  | 1 | 8  | 224 | 253 | 25  |  |  |  |  |  |  |  |  |  |  |
| 7º  | CEU-San Pablo            | 14                              | 6  | 0 | 8  | 238 | 186 | 24* |  |  |  |  |  |  |  |  |  |  |
| 8º  | Canoe Natación Club B    | 14                              | 1  | 0 | 13 | 72  | 522 | 16  |  |  |  |  |  |  |  |  |  |  |
|     |                          | * -2 puntos por incomparecencia |    |   |    |     |     |     |  |  |  |  |  |  |  |  |  |  |

| Sénior | Sénior                        | Juvenil | Juvenil                     | Cadete | Cadete                      |
| ------ | ----------------------------- | ------- | --------------------------- | ------ | --------------------------- |
| 1º     | C.D. Filosofía y Letras       | 1º      | Olímpico Pozuelo Rugby Club | 1º     | CAU Madrid Rugby Club       |
| 2º     | CAU Madrid Rugby Club B       | 2º      | Club Deportivo Arquitectura | 2º     | Club Deportivo Arquitectura |
| 3º     | AD Ingenieros Industriales    | 3º      | C.D. Filosofía y Letras     | 3º     | AD Ingenieros Industriales  |
| 4º     | Teca Rugby Club B             | 4º      | Teca Rugby Club             | 4º     | Olímpico Pozuelo Rugby Club |
| 5º     | Olímpico Pozuelo Rugby Club B | 5º      | Liceo Francés               | 5º     | Santa María del Pilar       |
| 6º     | C.M.U. Jaime del Amo          | 6º      | Club Deportivo Acantos      | 6º     | C.D. Filosofía y Letras     |
| 7º     | Don Quijote Rugby Club        | 7º      | CEU-San Pablo               | 7º     | Liceo Francés               |
| 8º     | Club de Rugby Karmen B        | 8º      | CAU Madrid Rugby Club       | 8º     | Teca Rugby Club             |
| 9º     | Canoe Natación Club C         | 9º      | Club de Rugby Karmen        | 9º     | CEU-San Pablo               |
| 10º    | CEU-San Pablo B               | 10º     | Canoe Natación Club         | 10º    | Club de Rugby Karmen        |
| 11º    | Club Deportivo Arquitectura C | 11º     | Club de Rugby San Isidro    | 11º    | Canoe Natación Club         |
| 12º    | Borys RC (CAU C)              | 12º     | Colegio Mayor Cisneros      | 12º    | Club Deportivo Corazonistas |
|        |                               | 13º     | AD Ingenieros Industriales  |        |                             |
|        |                               | 14º     | Santa María del Pilar       |        |                             |

#### Federación Provincial de Valladolid
Sede: c/ Dos de Mayo-4, Valladolid

12 clubs adscritos en 1 división juvenil, 1 cadete y torneos infantiles y  alevines

En Liga Nacional: 2 clubes en 1ªD y 5 clubes en 2ªD

#### Federación Provincial de León
Sede: Av. de la Facultad-3, León

3 clubs 

En Liga Nacional: 1 club en 2ªD

| Local \ Visitante      | APA   | CDU  | SAL  | SJO   | SGP   | VET  |
| ---------------------- | ----- | ---- | ---- | ----- | ----- | ---- |
| CD APAREJADORES Burgos | —     | 4–18 | 6–14 | 6–26  | 4–32  | 0–4  |
| CDU-Valladolid B       | 16–10 | —    | 0–6  | 6–10  | 16–14 | 9–17 |
| El SALVADOR            | 16–6  | 12–0 | —    | 10–16 | 8–7   | 42–7 |
| SAN JOSÉ Valladolid    | 26–0  | 22–0 | 6–6  | —     | 7–4   | 44–7 |
| Sargento PEPPER'S      | 31–3  | 17–9 | 6–6  | 6–16  | —     | 15–0 |
| CD VETERINARIA         | 0–6   | 8–6  | 4–26 | 0–66  | 0–20  | —    |

|     |                             |     |   |   |   |     |     |     |  |  |  |  |  |  |  |  |  |  |
| Pos | Equipo                      | Jug | V | E | D | PF  | PC  | Pts |  |  |  |  |  |  |  |  |  |  |
| 1º  | Club Deportivo San José     | 10  | 9 | 1 | 0 | 239 | 45  | 29  |  |  |  |  |  |  |  |  |  |  |
| 2º  | El Salvador                 | 10  | 7 | 2 | 1 | 146 | 58  | 26  |  |  |  |  |  |  |  |  |  |  |
| 3º  | Sargento Pepper's Salamanca | 10  | 5 | 1 | 4 | 138 | 53  | 21  |  |  |  |  |  |  |  |  |  |  |
| 4º  | CD Veterinaria de León      | 10  | 3 | 0 | 7 | 47  | 228 | 16  |  |  |  |  |  |  |  |  |  |  |
| 5º  | CDU-Valladolid B            | 10  | 3 | 0 | 7 | 64  | 106 | 16  |  |  |  |  |  |  |  |  |  |  |
| 6º  | CD Aparejadores Burgos      | 10  | 1 | 0 | 9 | 39  | 183 | 12  |  |  |  |  |  |  |  |  |  |  |

| Juvenil | Juvenil             | Cadete | Cadete                      |
| ------- | ------------------- | ------ | --------------------------- |
| 1º      | Colegio Lourdes     | 1º     | Colegio El Salvador         |
| 2º      | CDU-Valladolid      | 2º     | Club Rugby San José         |
| 3º      | Colegio El Salvador | 3º     | Colegio Lourdes             |
| 4º      | Club Rugby San José | 4º     | Ins. Politécnico Cristo Rey |
|         |                     | 5º     | Colegio Onésimo Redondo     |

### Federaciones Levante
El rugby valenciano estaba bien asentado a principios de los 80, con un club de primera línea como el Valencia RC y varios clubes sólidos como el Tatami. Les Abelles o San Roque. Aunque principalmente centrados en la ciudad de Valencia, la federación hizo esfuerzos por extender la práctica al sur de la región y en 1980 estaba todo preparado para crear un nuevo grupo de 2ª división con clubs de Alicante, Elche, Murcia y Cartagena.

#### Federación Valenciana
Fundación: 1931

Sede: c/ Lauría-18, Valencia

14 clubs en 1 división sénior, 1 juvenil, 1 cadete

En Liga Nacional: 2 clubes en 1ªD y 6 clubes en 2ªD

##### Delegación Provincial Alicante
Sede: Avda. Padre Vendrell 1, Alicante

10 clubs en liga de Valencia

En Liga Nacional: 2 clubes en 2ªD

| Local \ Visitante | ABE   | CEU  | CUL  | CUM | SRO  | TAB  | VAL   | XEV   |
| ----------------- | ----- | ---- | ---- | --- | ---- | ---- | ----- | ----- |
| C.P. LES ABELLES  | —     | 54–0 | 52–0 | *   | 18–8 | 14–6 | 27–6  | 10–6  |
| C.E.U. Alicante   | 3–38  | —    | 7–18 | *   | 0–82 | 6–17 | 15–14 | 6–21  |
| CULLERA R.C.      | 12–24 | 15–0 | —    | *   | 4–16 | 9–8  | 26–10 | 20–8  |
| CURM Murcia       | *     | *    | *    | —   | *    | *    | *     | *     |
| C.R. SAN ROQUE    | 16–8  | 46–0 | 15–8 | *   | —    | 19–8 | 21–6  | 18–0  |
| TABERNES R.C.     | 17–37 | 0–6  | 14–4 | *   | 9–14 | —    | 32–13 | 21–12 |
| VALENCIA R.C. B   | 22–12 | 53–0 | 20–0 | *   | 6–19 | 7–10 | —     | 16–3  |
| XÈ-15             | 7–34  | 23–4 | 17–4 | *   | 9–25 | 4–3  | 0–14  | —     |

|     |                                 |                                    |                                    |                                    |                                    |                                    |                                    |                                    |  |  |  |  |  |  |  |  |  |  |
| Pos | Equipo                          | Jug                                | V                                  | E                                  | D                                  | PF                                 | PC                                 | Pts                                |  |  |  |  |  |  |  |  |  |  |
| 1º  | Club de Rugby San Roque         | 12                                 | 11                                 | 0                                  | 1                                  | 299                                | 76                                 | 34                                 |  |  |  |  |  |  |  |  |  |  |
| 2º  | Les Abelles Rugby Club          | 12                                 | 10                                 | 0                                  | 2                                  | 328                                | 103                                | 32                                 |  |  |  |  |  |  |  |  |  |  |
| 3º  | Tabernes de Valldigna RC        | 12                                 | 7                                  | 0                                  | 5                                  | 145                                | 145                                | 25                                 |  |  |  |  |  |  |  |  |  |  |
| 4º  | Valencia Rugby Club B           | 12                                 | 5                                  | 0                                  | 7                                  | 187                                | 165                                | 22                                 |  |  |  |  |  |  |  |  |  |  |
| 5º  | Cullera Náutico Rugby Club      | 12                                 | 5                                  | 0                                  | 7                                  | 120                                | 91                                 | 22                                 |  |  |  |  |  |  |  |  |  |  |
| 6º  | Xè-15 Valencia                  | 12                                 | 4                                  | 0                                  | 8                                  | 110                                | 169                                | 20                                 |  |  |  |  |  |  |  |  |  |  |
| 7º  | C.E.U. Alicante                 | 12                                 | 2                                  | 0                                  | 10                                 | 41                                 | 381                                | 16                                 |  |  |  |  |  |  |  |  |  |  |
| 8º  | Club Universitario Rugby Murcia | Excluido por doble incomparecencia | Excluido por doble incomparecencia | Excluido por doble incomparecencia | Excluido por doble incomparecencia | Excluido por doble incomparecencia | Excluido por doble incomparecencia | Excluido por doble incomparecencia |  |  |  |  |  |  |  |  |  |  |

| Valencia Senior | Valencia Senior     | Valenciana Juvenil | Valenciana Juvenil       | Valenciana Cadete | Valenciana Cadete         |
| --------------- | ------------------- | ------------------ | ------------------------ | ----------------- | ------------------------- |
| 1º              | CAU Rugby Valencia  | 1º                 | CAU Rugby Valencia       | 1º                | Club de Rugby San Roque A |
| 2º              | Moncada Rugby Club  | 2º                 | C.P. Les Abelles         | 2º                | Valencia Rugby Club A     |
| 3º              | Tatami Rugby Club B | 3º                 | Valencia Rugby Club      | 3º                | La Salle-Valencia R.C.    |
| 4º              | Xè-15 Valencia B    | 4º                 | C.E.U. Alicante          | 4º                | Sorolla Rugby Club        |
| 5º              | Elche Rugby Club    | 5º                 | Xativa Rugby Club        | 5º                | Tatami Rugby Club         |
| 6º              | Tabernes RC B       | 6º                 | Tabernes de Valldigna RC | 6º                | Club de Rugby San Roque B |
| 7º              | U.R.E.S 78          | 7º                 | U.R.E.S 78               | 7º                | Valencia Rugby Club B     |
| 8º              | Orihuela Rugby Club | 8º                 | Orihuela Rugby Club      | 8º                | Moncada Rugby Club        |
|                 |                     |                    |                          | 9º                | La Eliana Rugby Club      |

### Federación Andaluza de Rugby
La exclusividad del grupo sur de 1ªdivisión a las federaciones andaluzas empezaba a verse contraproducente, ya que a pesar de que casi todos los equipos andaluces tenían categoría nacional, en realidad eran categorías regionales disfrazadas. Esto producía cierto aislamiento del rugby andaluz que sólo competía con el resto en los torneos de fin de temporada y los resultados eran muy negativos. Era evidente que los grupos andaluces de liga nacional eran los de menor nivel competitivo y habitualmente los equipos andaluces eran eliminados con resultados muy abultados en las competiciones nacionales. La inclusión de Extremadura en el grupo andaluz podría ser un incentivo para mejorar el rendimiento de sus equipos.

#### Delegación de Sevilla
Fundación: 1951

Sede: c/ Abades-11, Sevilla

12 clubes adscritos 1 división senior, 1 juvenil

En Liga Nacional: 6 club en 1ªD, 4 clubes en 2ªD

#### Delegación de Granada
Fundación: 1974

Sede: Av. de Madrid-5, Granada

4 clubes sin competición provincial

En Liga Nacional: 2 clubes en 1ªD y 2 clubes en 2ªD

| Local \ Visitante             | AQT   | CAR    | EMP    | MEG  | MES    | ISA  |
| ----------------------------- | ----- | ------ | ------ | ---- | ------ | ---- |
| ARQUITECTURA Sevilla          | —     | 12–16  | 10–24  | 4–23 | 7–14   | 36–6 |
| Club Amigos del Rugby (CAR) B | 18–11 | —      | 32–6   | 14–9 | 22–22  | 44–4 |
| C.E.y E. Sevilla              | 20–4  | 7–38   | —      | 28–3 | 6–0 np | 14–4 |
| MEDICINA Granada              | 6–4   | 8–0    | 12–4   | —    | 7–20   | 0–17 |
| MEDICINA Sevilla              | 8–0   | 11–18  | 34–9   | 23–8 | —      | 50–0 |
| C.R. Hípica-Isabel B          | 22–0  | 6–0 np | 0–6 np | 0–24 | 12–0   | —    |

|     |                               |                              |   |   |   |     |     |     |  |  |  |  |  |  |  |  |  |  |
| Pos | Equipo                        | Jug                          | V | E | D | PF  | PC  | Pts |  |  |  |  |  |  |  |  |  |  |
| 1º  | Club Amigos del Rugby (CAR) B | 10                           | 7 | 1 | 2 | 202 | 96  | 24* |  |  |  |  |  |  |  |  |  |  |
| 2º  | C.R. Medicina Sevilla         | 10                           | 6 | 1 | 3 | 182 | 89  | 22* |  |  |  |  |  |  |  |  |  |  |
| 3º  | Empresariales y Economicas    | 10                           | 6 | 0 | 4 | 124 | 137 | 22  |  |  |  |  |  |  |  |  |  |  |
| 4º  | CD Medicina de Granada        | 10                           | 4 | 0 | 6 | 100 | 117 | 18  |  |  |  |  |  |  |  |  |  |  |
| 5º  | C.R. Hípica-Isabel B          | 10                           | 4 | 0 | 6 | 71  | 174 | 16* |  |  |  |  |  |  |  |  |  |  |
| 6º  | Arquitectura Sevilla          | 10                           | 2 | 0 | 8 | 91  | 157 | 14  |  |  |  |  |  |  |  |  |  |  |
|     |                               | *sanción por incomparecencia |   |   |   |     |     |     |  |  |  |  |  |  |  |  |  |  |

| Senior | Senior                          | Juvenil | Juvenil                          | Cadete | Cadete                       |
| ------ | ------------------------------- | ------- | -------------------------------- | ------ | ---------------------------- |
| 1º     | Sevilla Club de Fútbol B        | 1º      | Sevilla Club de Fútbol           | 1º     | Sevilla Club de Fútbol       |
| 2º     | Ingenieros Industriales Sevilla | 2º      | Club Amigos del Rugby            | 2º     | Club de Rugby Divina Pastora |
| 3º     | Club de Rugby Ciencias B        | 3º      | Club de Rugby Atlético Portuense | 3º     | Club Amigos del Rugby        |
| desc   | Universidad Laboral de Sevilla  | 4º      | Club de Rugby Ciencias           | 4º     | Aljarafe Rugby               |
|        |                                 | 5º      | Universidad Laboral de Sevilla   | 5º     | Club de Rugby Ciencias       |

## Competiciones internacionales

### Trofeo Europeo F.I.R.A. (Senior 2ª División)
De nuevo en segunda división con el claro objetivo de volver a la primera. Holanda y Yugoslavia eran los rivales más fuertes, con la ventaja de jugar contra ambos en casa. La primera salida a Alemania fue positiva y se ganó con más dificultades de las previstas por 0-13. La victoria de Yugoslavia sobre Holanda hacía la visita de los balcánicos a Madrid el partido más importante. La clara victoria española por 25-3 encarrilaba el ascenso de la selección española antes de fin de año. En abril de 1980 los holandeses visitaban Barcelona y caían también frente al combinado español por 24-3. El empate de Yugoslavia en Alemania daba a los hispanos matemáticamente el ascenso haciendo del último partido contra Suecia un mero trámite. De todos modos la visita de la selección española a Uppsala se saldó con una nueva victoria y el segundo título español en la segunda categoría de la FIRA.  

#### Resultados
| Ciudad     | Fecha      | Local        | Resultado | Visitante    |
| ---------- | ---------- | ------------ | --------- | ------------ |
| Sollentuna | 20-10-1979 | Suecia       | 4-10      | R.F. Alemana |
| Hilversum  | 4-11-1979  | Holanda      | 12-0      | Suecia       |
| Heidelberg | 25-11-1979 | R.F. Alemana | 0-13      | España       |
| Liubliana  | 16-12-1979 | Yugoslavia   | 10-6      | Holanda      |
| Madrid     | 22-12-1979 | España       | 25-3      | Yugoslavia   |
| Hilversum  | 30-03-1980 | Holanda      | 16-10     | R.F. Alemana |
| Barcelona  | 28-04-1980 | España       | 24-3      | Holanda      |
| Hannover   | 3-05-1980  | R.F. Alemana | 6-6       | Yugoslavia   |
| Split      | 17-05-1980 | Yugoslavia   | 14-4      | Suecia       |
| Uppsala    | 9-06-1980  | Suecia       | 27-39     | España       |

#### Clasificación
| Lugar | Selección            | Partidos | Partidos | Partidos  | Partidos | Puntos  | Puntos    | Puntos | Tabla de puntos |
| Lugar | Selección            | Jugados  | Ganados  | Empatados | Perdidos | A favor | En contra | dif.   | Tabla de puntos |
| ----- | -------------------- | -------- | -------- | --------- | -------- | ------- | --------- | ------ | --------------- |
| 1     | España               | 4        | 4        | 0         | 0        | 101     | 33        | +68    | 12              |
| 2     | Yugoslavia           | 4        | 2        | 1         | 1        | 33      | 41        | -8     | 9               |
| 3     | Países Bajos         | 4        | 2        | 0         | 2        | 37      | 44        | -7     | 8               |
| 4     | Rep. Federal Alemana | 4        | 1        | 1         | 2        | 26      | 39        | -13    | 7               |
| 5     | Suecia               | 4        | 0        | 0         | 4        | 35      | 75        | -40    | 4               |

| Bandera de España |
| Campeón España    |
| Segundo título    |